# Schlafwagen

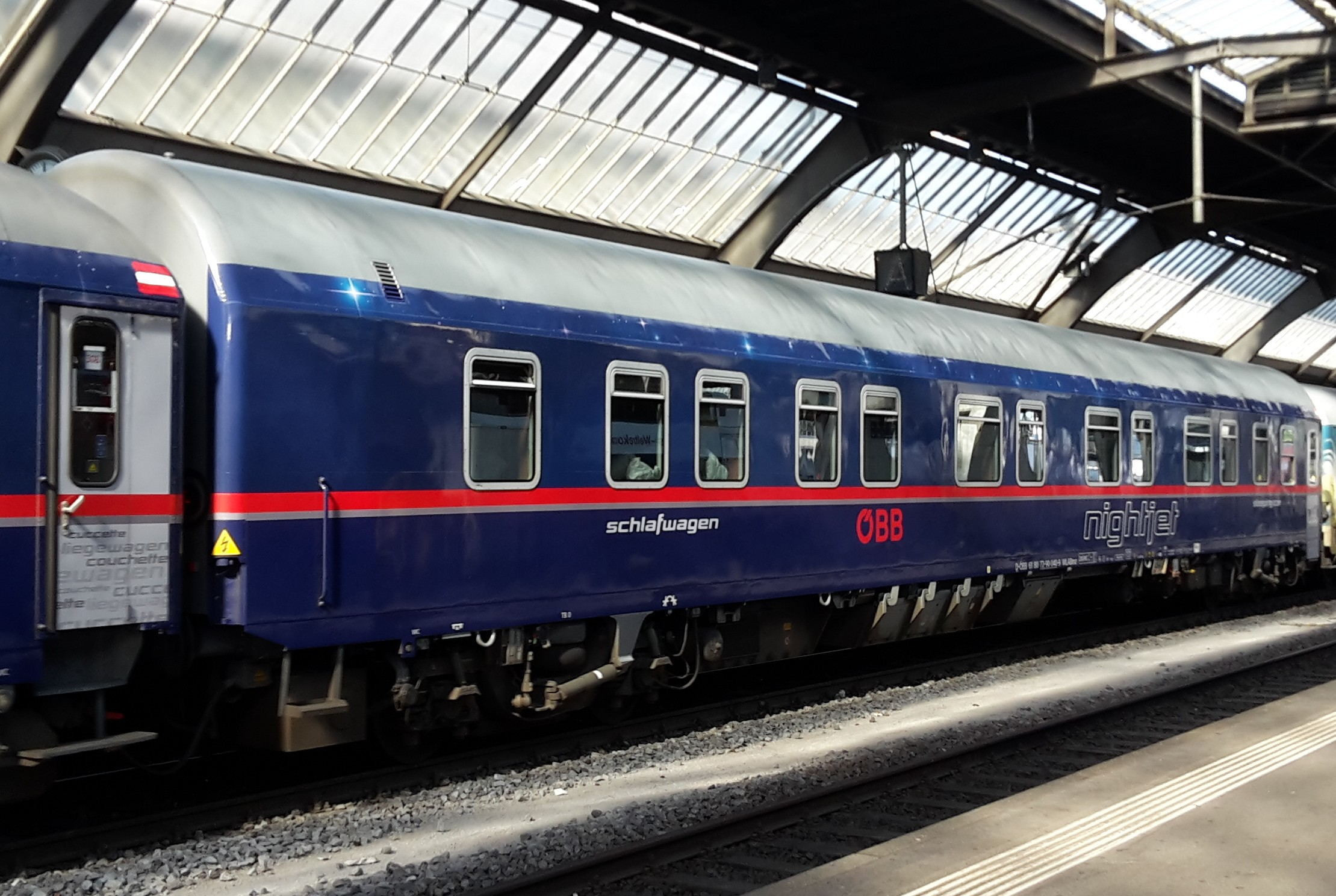
Schlafwagen WLABmz 72-90 der ÖBB-PV (Juli 2017), ehemals DB Fernverkehr

Ein Schlafwagen ist ein Reisezugwagen, der liegendes Reisen ermöglicht. Die internationale Bauart-Bezeichnung für Schlafwagen ist WL von französisch wagon-lit. Vom Schlafwagen zu unterscheiden ist der Liegewagen, der geringeren Komfort und mehr Liegen pro Abteil aufweist. Für die Benutzung von Schlafwagen werden entweder zusätzliche Entgelte in Form von Zuschlägen oder entsprechend höhere Tarifstufen, bei denen die Nutzung des Schlafwagens inklusive ist, erhoben.

## Bauformen
Ein Schlafwagen hat Abteile für je eine bis vier Personen. Die in Mitteleuropa eingesetzten Standard-Schlafwagen lassen wahlweise eine Belegung von ein bis drei Personen pro Abteil zu. In diesen Wagen können oft einige Abteile miteinander verbunden werden. Einige Bahnen bieten in neueren Schlafwagen nur noch Abteile mit einem oder zwei Betten (Deutschland, Türkei). In den Nachfolgestaaten der Sowjetunion sind Abteile mit zwei und vier Betten üblich. Vierbettabteile finden sich in Doppelstockschlafwagen neuerer Bauart.
Die Betten können zumeist für den Tagesverkehr in Sitzplätze umgewandelt werden. In der Regel enthält jedes Abteil eine Waschgelegenheit (ausgenommen die oben genannten Fahrzeuge aus der ehemaligen Sowjetunion). Darüber hinaus hat ein Schlafwagen in den meisten Fällen einen Dienstraum für den Schlafwagenschaffner sowie eine oder mehrere Toiletten und teilweise Duschen. In den Luxusabteilen einiger moderner Schlafwagen sind kleine Badezimmer mit eigenem WC und Dusche vorhanden. In besonderen Zügen, etwa dem Luxuszug „Blue Train“ in Südafrika stehen Abteile (und Suiten) mit Badewanne zur Verfügung. International gesehen ist also der Übergang zum Salonwagen fließend.

## Geschichte

Schlafwagen der Nikolai-Bahn (Moskau–St. Petersburg), 1860er Jahre (Montage)

Schlafwagen 1. Klasse der Moskau-Nischny-Eisenbahn, 1864

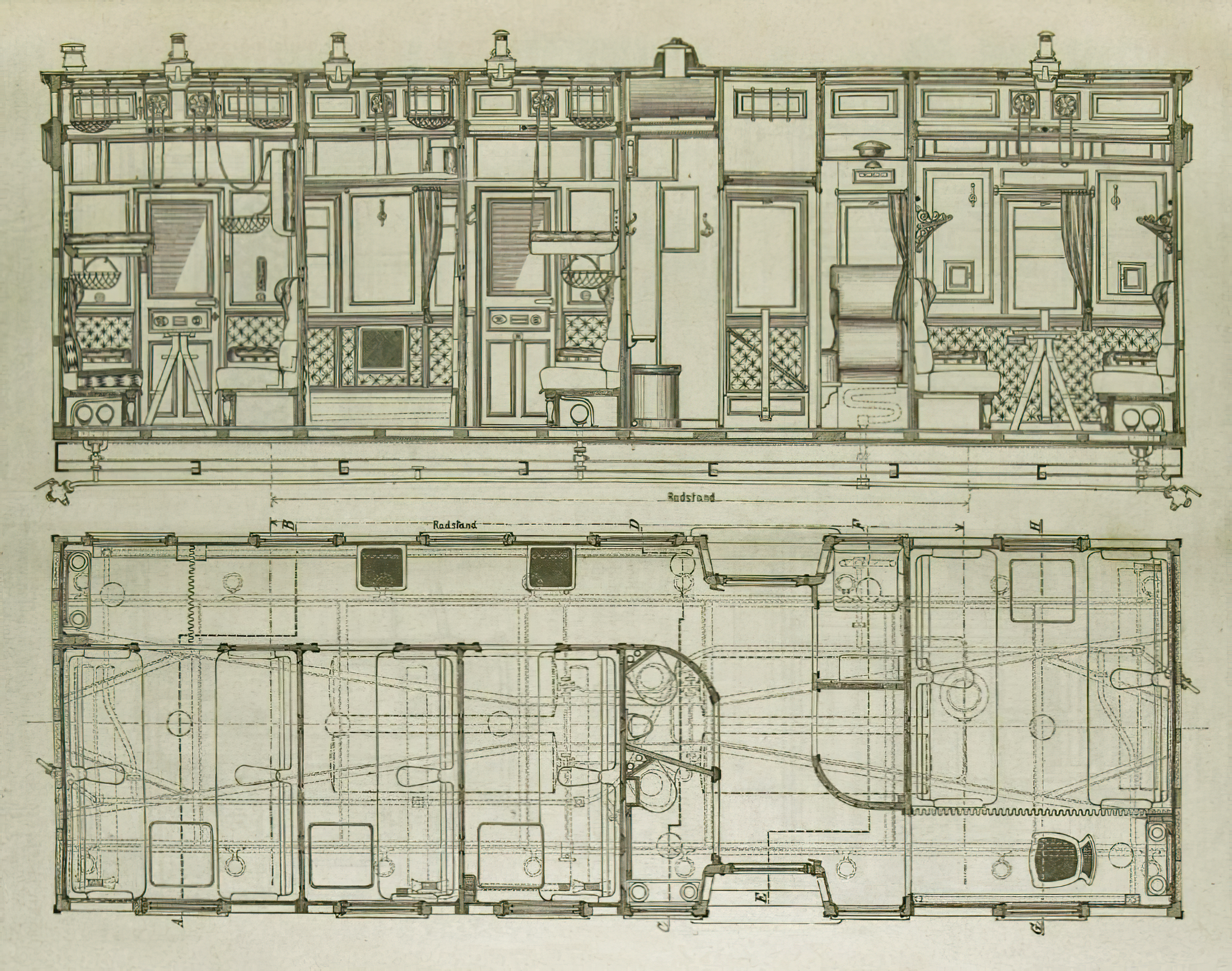
Schlafwagen der Eisenbahn-Direktion Bromberg, 1881: links die Abteile 2. Klasse, rechts das Abteil 1. Klasse

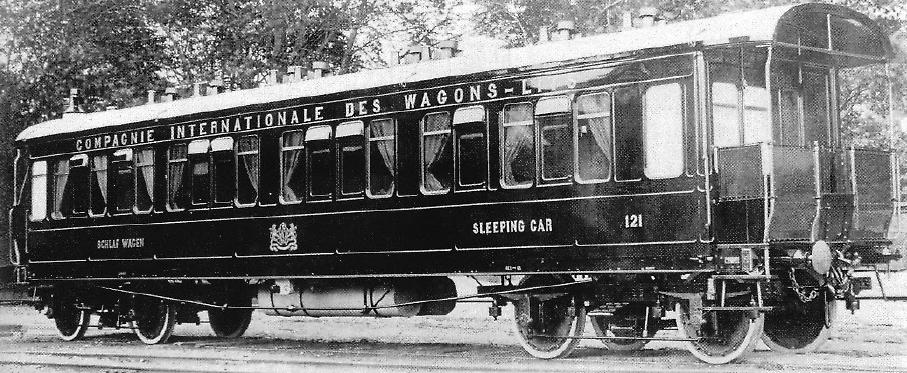
CIWL-Schlafwagen 151 von Rathgeber (1883)

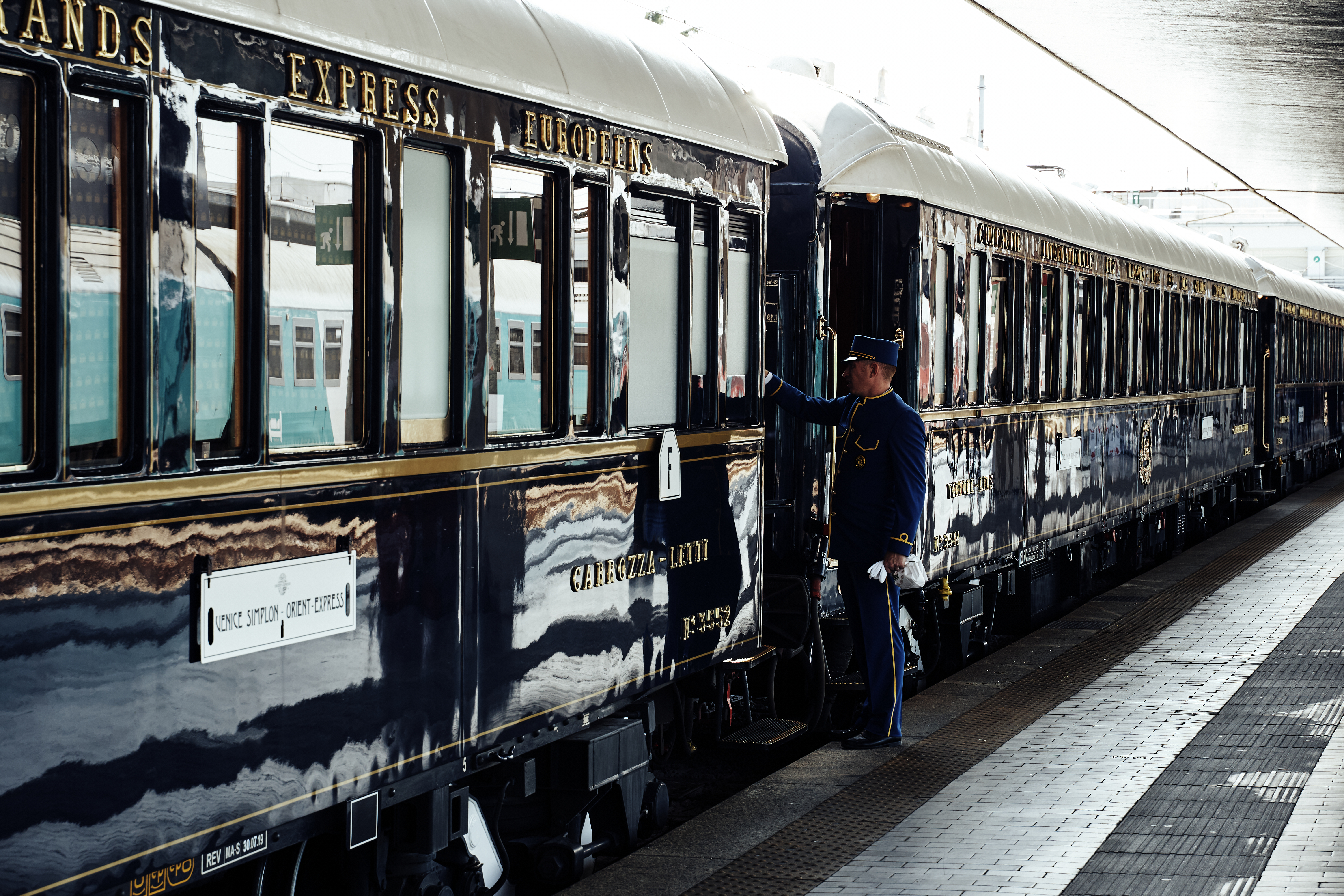
Blaue Schlafwagen der CIWL aus den 1920er Jahren

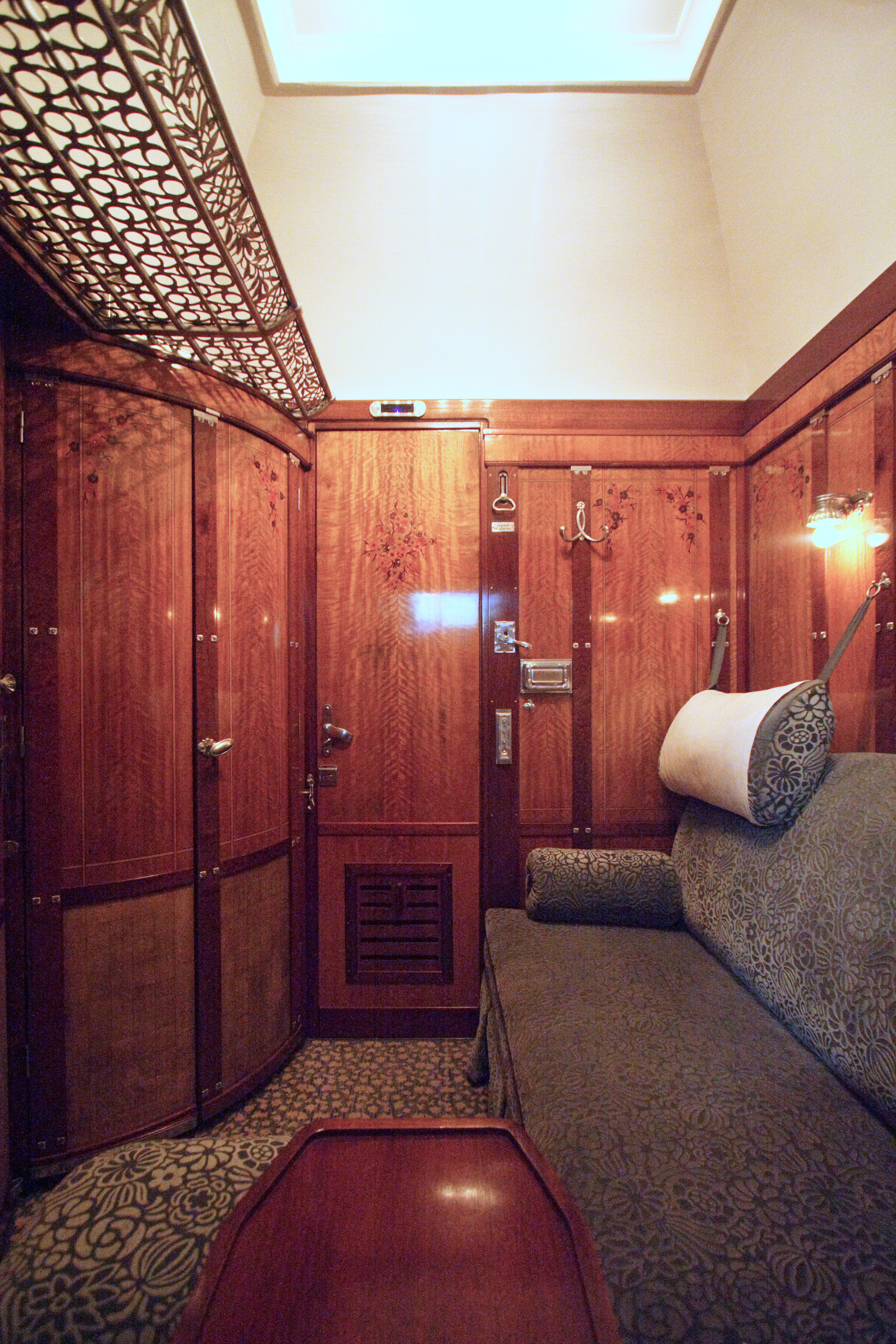
Interieur eines Schlafwagen Typ Lx in Tagestellung

Schlafwagen einfacher Bauart, mehrheitlich den späteren Liegewagen entsprechend, gab es schon um 1830 in den Vereinigten Staaten. Einen für die damalige Zeit luxuriösen Schlafwagen entwickelte George Mortimer Pullman in den Jahren 1859–1863. Möglich wurde das durch die Übernahme der Fabrik von Theodore Woodruff, der bereits 1857 einen Schlafwagen entwickelt hatte. Pullman ist vermutlich der bekannteste Konstrukteur und Produzent von Schlafwagen, jedoch entgegen der geläufigen Meinung nicht deren Erfinder.

### Entwicklung in Europa bis 1920
Georges Nagelmackers transferierte die von Pullman entwickelte Idee des gehobenen Reisens nach Europa, nachdem er auf einer Amerikareise mit den Wagen von Pullman gefahren war, und gründete 1872 in Belgien die Compagnie Internationale des Wagons-Lits (CIWL). Seine ersten fünf Schlafwagen bestellte Nagelmackers bei Waggonfabriken in Wien, ein von der Hernalser Waggonfabrik gebautes Exemplar wurde 1873 auf der Wiener Weltausstellung gezeigt. Dort zeigten auch andere Bahngesellschaften Waggons mit Schlafeinrichtungen. 
Die CIWL wurde recht bald Monopolist beim Betrieb von Schlafwagen in vielen europäischen Ländern, es betrieb auch den ersten in Deutschland eingesetzten Schlafwagen. Dieser verkehrte ab dem 1. Oktober 1873 auf der Strecke Berlin–Ostende, stand jedoch nur Fahrgästen der ersten Wagenklasse zur Verfügung. Ab dem 1. Juni 1874 verkehrte ein Schlafplatzwagen zwischen Hamburg und Frankfurt am Main. 
Die Preußischen Staatseisenbahnen richteten ab 1880 als Konkurrenz zur CIWL eigene Schlafwagenkurse, von Berlin ausgehend ein: nach Warschau (1880), Aachen (1884 von der CIWL übernommen) und Hamburg (1885 von der CIWL übernommen). 1886 kündigte die Preußische Eisenbahnverwaltung die Konzessionsverträge der belgisch-französischen CIWL und übernahm die Schlafwagenkurse von Berlin zum ostpreußischen Grenzbahnhof Eydtkuhnen, sowie die Kurse Berlin–Köln und Hamburg–Köln.
Bis zum Ersten Weltkrieg gab es in Kontinentaleuropa lediglich vier Gesellschaften, die Schlafwagen betrieben:
- die CIWL, deren Schlafwagen die Eisenbahnnetze von Baden, Bayern, Belgien, Bulgarien, Dänemark, Frankreich, Italien, den Niederlanden, dem Osmanischen Reich, Österreich-Ungarn, Preußen, Rumänien, Russland, der Schweiz, Serbien, Spanien und Württemberg befuhren
- die Preußischen Staatseisenbahnen, die Schlafwagen auf ihrem Netz in Preußen und angrenzenden deutschen Staaten betrieben und Schlafwagen der ersten und zweiten Wagenklasse anboten
- die Schwedische Staatsbahn, die ab 1910 als erste Bahngesellschaft Schlafwagen auch der 3. Wagenklasse zwischen Malmö und Stockholm einführte

Zudem führten die zu Österreich-Ungarn gehörenden Bosnisch-Herzegowinischen Staatsbahnen ab 1894 bei ihren auf 760 mm Spurweite verkehrenden Schnellzügen mehrere Typen von Schmalspur-Personenwagen erster Klasse mit Schlafeinrichtung, explizit als Schlafwagen bezeichnet. Die von der Grazer Waggonfabrik gebauten Wagen mit offenen und (später) geschlossenen Plattformen waren 11.900 bzw. 13.500 mm über Puffer lang und boten 20 Personen Platz. Die Betten entstanden durch das Ausziehen der vis-a-vis gelegenen Sitze. Die Bettwäsche wurde in Schränken an den Wagenenden mitgeführt, wo sich auch jeweils ein WC mit Waschgelegenheit befand.

#### Kosten
Fahrten im Schlafwagen waren (und sind) im Vergleich zu Sitzwagen relativ teuer, weil liegend weniger Reisende in einen Wagen passen als sitzend und der Service seinen Preis hat. Der Zuschlag zum Fahrpreis betrug vor dem Ersten Weltkrieg zehn Mark in der ersten Wagenklasse und acht Mark in der zweiten. Damals kostete die Übernachtung im Luxushotel vier Mark, im Mittelklassehotel zwei Mark. Noch teurer waren die Zuschläge in Frankreich, wo die CIWL ein Monopol besaß. Auf der Strecke Paris–Marseille betrug der Schlafwagenzuschlag in der ersten Klasse 45 Franc (nach damaligem Wechselkurs 36 Mark).
Die Bauart der Waggons war zu Beginn recht unterschiedlich, folgte jedoch den Grundsätzen des damaligen Waggonbaus. Die Waggons hatten einen Stahlrahmen (mitunter noch mit Holzträgern) mit Holzaufbau und im Falle der CIWL-Teakholzwagen einer Teakholz-Lattenverkleidung. Die Innenausstattung folgte zunächst jedoch nach der in Amerika üblichen Art (Betten in Wagenlängsrichtung), in Europa ging man jedoch sehr rasch zur Abteilbauweise mit Betten quer zur Fahrtrichtung und innerem Verbindungsgang über. Ab den 1920er Jahren wurden Schlafwagen in Ganzstahlbauweise gebaut. Auf einem einheitlichen Rahmen mit 23,452 Meter Länge über Puffer entstanden Schlafwagen verschiedener Raumaufteilung (Typ S, Lx, Y und Z).

### Erster Weltkrieg und die Folgen
Das Netz der Compagnie Internationale des Wagons-Lits wurde im Ersten Weltkrieg durch die Frontlinien zerschnitten und der Wagenpark, der sich im deutschen Einflussbereich befand, beschlagnahmt. Aus diesen Beständen und denen der Preußischen Staatseisenbahnen wurde in Deutschland 1916 die Mitropa gegründet.
Schlafwagen der dritten Klasse gab es in Deutschland ab 1922 auf den wichtigen Strecken von Berlin nach Ostpreußen, Köln, München und Stuttgart. Danach entstand das System des Universalschlafwagens, in dem
- mit einer Fahrkarte der ersten Wagenklasse und dem entsprechenden Zuschlag ein Schlafwagenabteil alleine genutzt werden konnte,
- mit Fahrkarten der zweiten Klasse und dem entsprechenden Schlafwagenzuschlag ein Abteil mit zwei Betten
- und mit Fahrkarten der dritten Klasse und dem entsprechenden Zuschlag ein Schlafwagenabteil mit drei Betten. Daraus resultierte die Bauform des Schlafwagens mit drei übereinander angeordneten Betten und einem Tisch, der im Inneren ein Waschbecken birgt. Diese Anordnung, die wahlweise für Reisende der ersten, zweiten oder dritten Klasse („universal“) eingesetzt werden konnte, dominierte in Mitteleuropa für mehr als ein halbes Jahrhundert. Nach Abschaffung der alten ersten Klasse 1956 konnten Reisende der neuen ersten Klasse wahlweise Ein- oder Zweibettabteil buchen.

1936 bis 1980 verkehrte der Nachtzug Night Ferry zwischen Paris und London. Dafür wurden von der CIWL Schlafwagen des Typs F mit der britischen Fahrzeugbegrenzungslinie und klappbaren Tritten beschafft.

### Europäische Entwicklung nach 1945

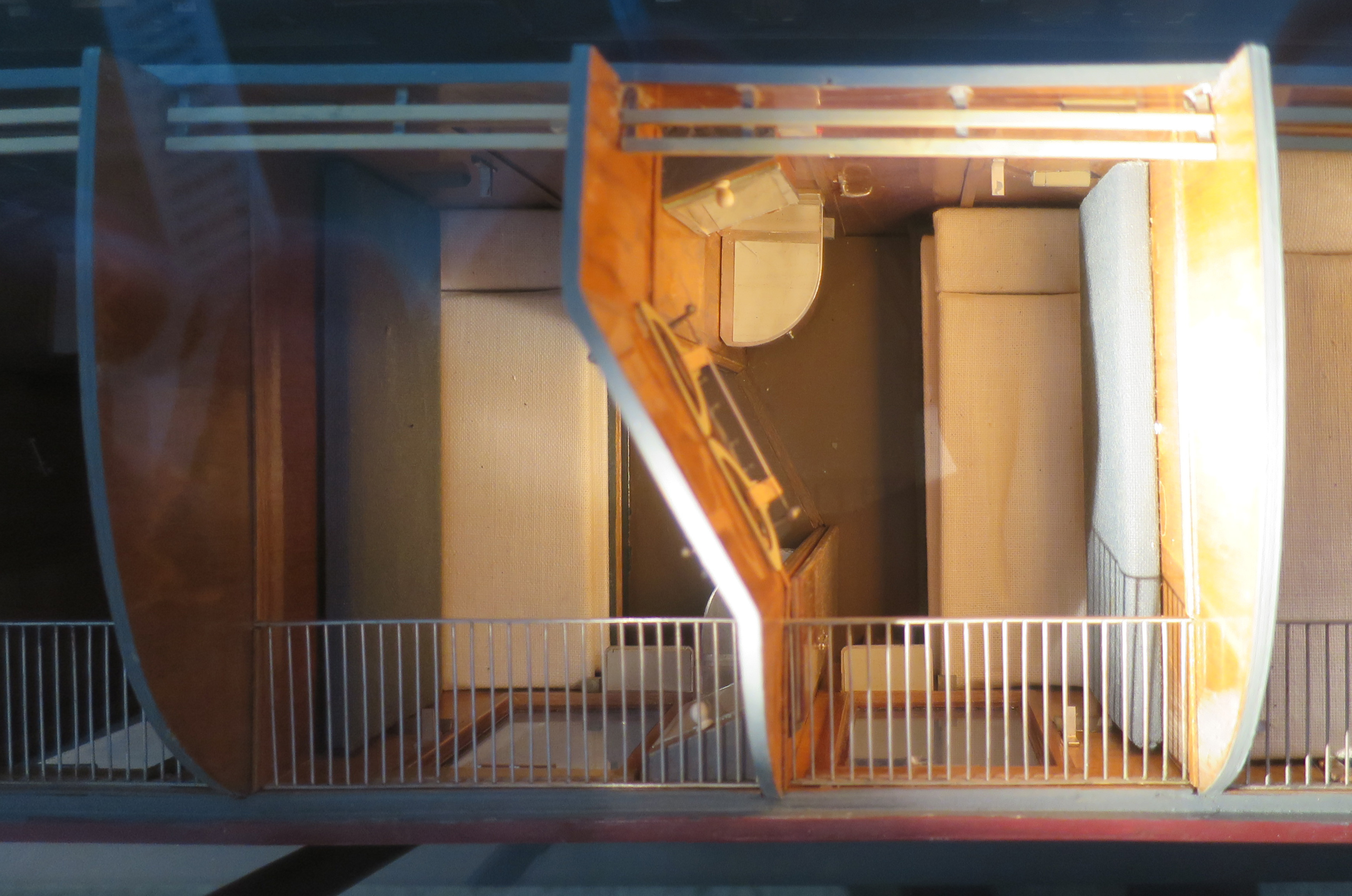
Doppelabteil (Modell), Norwegen

Nach Ende des Zweiten Weltkrieges kamen neue, modernere Schlafwagen zum Einsatz:
- 1950 stellte die Deutsche Schlafwagen- und Speisewagengesellschaft (DSG) nach einer US-Idee 40 Einbett-Schlafwagen des Typs „Spezial“ in Dienst (Typ: WLBs4üe-50). 20 dieser Wagen liefen ausschließlich in den Diensten der US-Armee.
- 1954 lieferte Wegmann eine Serie von neuartigen klimatisierten Schlafwagen des Typs „Universal“ (Typ: WLABC4üm-54, später WLABmh 173) mit 12 flexibel einrichtbaren Abteilen zu einem bis drei Betten. Diese Wagen wurden Baumuster aller folgenden, in Westeuropa eingesetzten „Universal“-Wagen (bei der CIWL immer am „U“ in der Bezeichnung zu erkennen). Viele Altbauschlafwagen wurden ebenso auf den Typ „Universal“ umgebaut.
- Die CIWL stellte im Jahre 1955 den Schlafwagen Bauart P in Dienst. Dieser Wagen in geschweißter Edelstahlbauweise nach einer Lizenz der amerikanischen Budd Company hatte 20 verschachtelte Einbettabteile – auf diese Weise war es möglich, Alleinreisenden ein preisgünstigeres Angebot zu machen. 1992 bis 1994 wurden 20 Wagen dieser Bauart modernisiert und umgebaut: Aus den 20 kleinen Abteilen wurden zehn Dreibettabteile. Dadurch erhielten sie die neue Bezeichnung AB30. Sie wurden danach von den Bahngesellschaften ÖBB (10 Stück), SNCB (5 Stück) und NS (5 Stück) eingesetzt. Heute (2020) sind noch 12 Wagen in saisonalen Urlaubszügen im Einsatz, davon 6 bei MSM, 4 bei Train Rental International und 2 bei Euro-Express Sonderzüge.
- Ab 1957 wurde von Hansa Waggonbau in Bremen ein Schlafwagen mit nur noch elf Universal-Abteilen mit bis zu drei Betten gebaut. Dieses Fahrzeug bekam die Bezeichnung UH (U = Universal, H = Hansa).
- Ebenfalls ab 1957 stellte die DSG eigene Wagen mit der Bezeichnung WLAB4ümg-59 bzw. -67 in Dienst (später als WLABmh174/175 bezeichnet), von Hansa gebaut, jedoch mit 26,4 Metern Länge über Puffer. Diese Schlafwagen hatten eine vollwertige Klimaanlage, eine kleine Küche und moderne Gummiwulstübergänge. Wagen dieser Bauart wurde in mehreren Serien bei geringen Änderungen bis 1973 gebaut.
- Ab dem Jahr 1964 wurden von der CIWL Schlafwagen Typ MU mit zwölf Universalabteilen, also mit jeweils drei Betten pro Abteil in Dienst gestellt. Diese Schlafwagen sind heute noch in vielen Teilen Europas anzutreffen, teilweise im Eigentum der Bahnen, teilweise von der CIWL angemietet.
- Ab 1968 wurden von der CIWL Schlafwagen-Typ „T2“ mit 18 ineinander verschachtelten Zweibettabteilen in Betrieb genommen.
- 1975 folgte die Bauart T2S, die bei diversen Bahngesellschaften in Dienst gestellt wurde. Diese Wagen haben 17 kleine Zweibettabteile. 1999 wurden fünf Schlafwagen der Bauart „T2S“ (alle im Bestand der ÖBB) modernisiert und in „AB33s“ mit elf Dreibettabteilen umgebaut. Seit 2005 werden weitere T2S der ÖBB in „AB32s“ umgebaut, dabei werden zwei Luxusabteile mit eigener Dusche und WC eingerichtet, von den Zweibettabteilen bleiben 13 in ursprünglicher Größe bestehen.
- In den 1960er und 1970er Jahren entstanden in der DDR Schlafwagen der Typen OSShD-B sowie UIC-Y und UIC-Z, die in zahlreiche Länder exportiert wurden und zum Teil dort heute noch laufen. Darunter sind umspurbare Wagen für den Wechselverkehr mit dem Breitspurnetz der GUS-Staaten. Während die in den 1960ern und 1970ern gebauten Schlafwagen der DR nicht klimatisiert waren, fertigte der VEB Waggonbau Görlitz 1979 einen klimatisierten Schlafwagen, der auf dem UIC-Typ Z basierte. Dieser Wagen blieb ein Einzelstück, wurde jedoch konstruktiv zum Vorläufer der Schlafwagen, die in Görlitz ab 1990 für die Căile Ferate Române und verschiedene Bahnen der GUS gebaut wurden.[3][4]
- Die größte jemals gebaute Serie von Schlafwagen stellen die Weitstreckenwagen dar, die die Waggonfabriken in Halle-Ammendorf und Görlitz in mehreren Varianten von 1948 bis 1990 für die sowjetische Staatsbahn SŽD gebaut haben, dar. Im Unterschied zu den im europäischen Regelspurnetz üblichen Dreibettabteilen verfügen diese Fahrzeuge über Zwei- und Vierbettabteile.

Signet „Trans Euro Nacht“

Von 1971 bis 1995 bestand in Mitteleuropa ein internationaler Schlafwagenpool. Alle Schlafwagen der CIWL und der DSG (später der Deutschen Bundesbahn) wurden in diesem internationalen Schlafwagenpool zusammengefasst, den Bahngesellschaften zugeteilt und konnten dadurch wirtschaftlicher eingesetzt werden. Das Kürzel „TEN“ führte zu der inoffiziellen Bezeichnung „TEN-Pool“.

### Entwicklung in Europa ab 1990
Nach der Öffnung des Eisernen Vorhangs stieg der europäische Bahnreiseverkehr in Ost-West-Richtung stark an. Die neuen Langstrecken – durch die niedrigeren Reisegeschwindigkeiten auf den oft langsamen osteuropäischen Netzen – bedeuteten eine Zunahme an langen Bahnreisen und führten zu einer kleinen Hochkonjunktur beim Bau von Schlafwagen. So entstanden Neubau-Fahrzeuge für die Ungarische Staatsbahn (MÁV), Rumänische Staatsbahn (CFR), DB AutoZug, Trenitalia, City Night Line CNL AG (CNL), CIWL, PKP Intercity und Bulgarische Staatsbahn (BDZ).
Von Talgo werden Schlafwagen-Züge gebaut. Diese bieten in ihrem festen Zugverband Schlafwagen, Liegewagen, Ruhesesselwagen, sowie Speisewagen, Bistrowagen und Barwagen. Die meisten Talgo-Züge verkehren in Spanien als Trenhotel. Die von Spanien ausgehenden internationalen Trenhotel-Verbindungen wurden von der Betreibergesellschaft Elipsos angeboten. Bis Ende 2012 gab es Trenhotel-Züge nach Italien und in die Schweiz, bis 2013 verkehrten Trenhotel-Züge in die französische Hauptstadt Paris. Die DB AutoZug setzte Talgo-Züge bis zum Fahrplanwechsel Dezember 2009 in Deutschland ein.
In den Jahren 2003 bis 2005 wurden 42 als Comfortline bezeichnete Schlafwagen der Wagengattung WLABmz173.1 an die DB Autozug ausgeliefert. Die Drehgestelle der Bauart SGP 400 erlauben eine Höchstgeschwindigkeit von 200 km/h. Drei der zwölf Dreibettabteile sind mit eigenem Badezimmer ausgestattet, die Abteile können paarweise zur Suite verbunden werden. Dieser Typ ersetzte alle früheren deutschen Schlafwagenbauarten. Alle WLABmz173.1 wurden Ende 2016 an die ÖBB-Personenverkehr verkauft. Die České dráhy beschafften 2006 bis 2007 zwölf fast baugleiche WLABmz826, die ursprünglich die Namen von Stätten des UNESCO-Welterbes in der Tschechischen Republik trugen.
Ab etwa 2000 haben die Bahnen Dänemarks, der Niederlande, Belgiens, Frankreichs, der Schweiz und Sloweniens den Betrieb eigener Schlafwagen aufgegeben. Die SNCF setzt weiterhin Liegewagen in den Intercités de nuit ein, die anderen Bahnen betreiben keine eigenen Nachtreisezüge mehr. Zum Fahrplanwechsel im Dezember 2016 stellte DB Fernverkehr den Betrieb eigener Nachtreisezüge (City Night Line) ein. Einen Teil der Zugleistungen übernahm jedoch die ÖBB-Personenverkehr unter dem für ihre eigenen, von Österreich ausgehenden Schlafwagenverkehre entwickelten Markennamen Nightjet. Im Sommer 2018 bestellte die ÖBB-PV 13 neue Nightjetgarnituren mit je zwei Schlafwagen bei Siemens Mobility.

## Ausstattung, Service und Gebühren
Die Abteile von Schlafwagen der CIWL, DSG und osteuropäischer Betreiber, die ab 1955 gebaut wurden, sind im Großen und Ganzen einheitlich (Universal) aufgebaut (siehe oben). Oft kann eine Verbindungstür zum Nachbarabteil geöffnet werden, um eine Suite aus zwei benachbarten Abteilen zu bilden. Bei Schlafwagen neueren Datums werden DeLuxe-Abteile und Economy-Abteile angeboten. Der Aufbau der Economy-Abteile entspricht im Großen und Ganzen dem der Universal-Abteile.
Neben den Schlafabteilen enthalten die Schlafwagen WCs und Duschen für die gemeinschaftliche Nutzung, während DeLuxe-Abteile eigene WC und Duschen haben. Für den Schlafwagenschaffner gibt es ein Dienstabteil, in dem sich die Zentrale der Schaffnerrufanlage befindet. Diese dient der Kommunikation zwischen dem Schaffner und Gast, vor allem für den Weckruf.
Die Kosten für die Nutzung des Schlafwagen-Service sind von der Tarifgestaltung der jeweiligen Anbieter abhängig. Die Preise können nicht nur zwischen verschiedenen Anbietern, sondern innerhalb einer einzelnen Betreibergesellschaft je nach Buchungsmodalität (z. B. Vorab-Buchung, Im-Zug-Kauf, als Inklusiv-Fahrkarte oder als zusätzlicher Aufpreis) und nach Belegungs- und Komfortklasse erheblich differieren.
In der Gebühr für die Schlafwagennutzung ist oft ein Frühstück enthalten. Die Größe und Auswahl des Frühstücks hängt vom jeweiligen Betreiber des Schlafwagens ab. Meistens wird das Frühstück ins Abteil gebracht. Wenn ein Speisewagen im Zug ist, wird es in einigen Fällen dort serviert.
Dies galt vor allem für die Produktgruppe City Night Line (CNL) bei der ehemaligen DB AutoZug.

## Farbgebungen europäischer Schlafwagen nach 1945
Zu Beginn führten Schlafwagen in der Regel die Farbgebung der Bahngesellschaften. Die CIWL lackierte ihre Schlafwagen ab Beginn ihrer Tätigkeit in einem Blauton und führte ab 1890 die mit Holzverkleidung versehenen Teakholzwagen ein, die mit ihrem Aussehen das Erscheinungsbild der Züge prägte. Mit der Einführung von Ganzstahlwagen in den 1920er Jahren führte sie für ihre Schlaf- und Speisewagen vom Typ S eine stahlblaue Lackierung mit goldfarbenen Beschriftungen ein. Nach 1945 behielt sie diese Farbgebung bei. 
Die Mitropa als Konkurrenz verwendete eine purpurrote Lackierung mit gelber Beschriftung, die nach dem Krieg ebenfalls beibehalten wurde, auch von der westdeutschen Nachfolgerin DSG. 
Die nach 1945 gegründeten osteuropäischen Schlaf- und Speisewagengesellschaften verwendeten teils weiterhin eine blaue Farbgebung, teils übernahmen sie die Farbgebungen ihrer jeweiligen Staatsbahnen.

### TEN-Pool-Farbgebung von 1971 bis 1995
Alle Schlafwagen bekamen im Zuge der Einrichtung des TEN-Pools ab 1971 eine einheitliche Lackierung: komplett kobaltblaues Farbkleid, zunächst mit grauem, später mit blauem Dach. Einzige Ausnahme war die DB, die bis Mitte der 1980er Jahre die von der DSG-Zeit her bekannten Farben purpurrot mit elfenbeinfarbenem Dach beibehielt, sich bei den Anschriften jedoch nach dem Standard des Schlafwagenpools richtete. Später wurde der kobaltblaue Anstrich eingeführt. Unterhalb der Fenster zog sich ein weißer Streifen rund um den Wagen, ergänzt durch feine weiße Zierlinien über den Fenstern und in Fußbodenhöhe. Unterhalb des weißen Streifens befand sich das Logo, bestehend aus dem Kürzel „TEN“ und den Wörtern „Trans Euro Nacht“ (deutsch/niederländisch), „Trans Euro Notte“ (italienisch) oder „Trans Euro Nuit“ (französisch). Die drei Wörter standen untereinander neben dem Kürzel, ursprünglich in einer eigens gezeichneten, etwas kantigen Schrift, später in Helvetica halbfett kursiv. Je nach Herkunft des Wagens wurde die Bezeichnung in unterschiedlichen Sprachen angeschrieben, oft auf beiden Seiten in verschiedenen Sprachen. Die TEN-Anschrift wurde zum Handbremsende versetzt angebracht, zwischen Wagenmitte und Wagenende. Das Logo der Bahn, bei der der Wagen eingestellt war, wurde in der Wagenmitte oder zum anderen Wagenende hin versetzt angebracht.
1995 wurde der internationale Schlafwagenpool aufgelöst und die Wagen gingen in die Zuständigkeit der Bahngesellschaften über. Dabei wurde in den meisten Fällen die TEN-Lackierung beibehalten und lediglich das Logo entfernt. Das Ende des Pools führte dazu, dass die Bahnen eigene Nachtzug-Lackierungen entwickelten.

### Farbgebungen seit 1995
Die deutschen Schlafwagen gingen 1998 an die DB AutoZug über und erhielten mit Ausnahme älterer Wagen, die bald ausgemustert wurden, nach und nach einen Neuanstrich in lichtgrau mit verkehrsrotem Fensterband; dies war zu diesem Zeitpunkt allgemeine Fernverkehrsfarbgebung. (Bald darauf wurde die Farbgebung der Wagen für den EuroCity- und Intercity-Verkehr weitgehend dem Intercity-Express angeglichen, daher war das verkehrsrote Fensterband zuletzt nur noch bei Wagen für den Nachtverkehr zu sehen.) Je nach Einsatzzweck erhielten die Wagen die Aufschrift „DB NachtZug“ oder „DB AutoZug“. Seit 2007 wurden diese Wagen in CityNightLine-Zügen eingesetzt und dafür farblich angepasst, in der neuen Farbgebung reicht das rote Fensterband nicht mehr über die gesamte Wagenlänge und das Dach wurde basaltgrau statt fenstergrau.
Modernisierte Schlafwagen der ÖBB wurden in den 1990er Jahren in das Valousek-Design, achatgrau mit kobaltblauem Fensterband und zinkgelbem Streifen über den Fenstern lackiert (Typ P/AB30 unter den Fenstern blanker Edelstahl), bei Umbauten ab 2005 werden die ÖBB-Upgrade-Farben verwendet (Wagenkasten in verschiedenen Grautönen mit verkehrsrotem Dach). Ab Ende 2016 werden Schlaf- und Liegewagen der ÖBB nachtblau mit einem rot-grauen Streifen, nightjet-Schriftzug und Sternenhimmel im oberen Teil gestaltet. Die SBB verwendeten nach Ende des TEN-Pools die Farbe Kobaltblau mit violetten Querstreifen im Fensterbereich sowie Mond und Sternen.
Die italienische Trenitalia führte eine Variante des XMPR-Anstrichs ein, dunkelblau mit grauem Dach, weiß-blau-weiß-türkisen Streifen im unteren Bereich, einem türkisen Schrägband im linken Teil des Wagens und der Aufschrift „Treno Notte“. Für die Verbindungen nach Frankreich unter dem Namen Artesia wurde zunächst eine weiße Farbgebung mit blauen und gelben Wellen im unteren Bereich eingeführt, seit 2011 werden diese vom Unternehmen Thello betrieben und die Schlafwagenfarbgebung auf Türkis mit breiten weißen Schrägstreifen geändert. Für die Nachtreisezüge im Inland (Intercity Notte) wurde 2017 eine neue Farbgebung in Dunkelblau mit roten Türen und rotem Streifen unter den Fenstern eingeführt.
Die belgische NMBS/SNCB führte einen dunkelblauen Anstrich mit rotem Streifen an der Unterkante ein, gab jedoch 2003 den Betrieb eigener Schlafwagen auf. Die Nederlandse Spoorwegen führten einen eigenen Anstrich ein (stahlblau mit anthrazitgrauem Dach, gelber Zierlinie, violetten und gelben Sternen und der Aufschrift „Slaaprijtuig“), betreiben jedoch seit 2003 keine Schlafwagen mehr.
Die Polskie Koleje Państwowe lackierte ihre Schlafwagen blau mit dem Logo der Servicegesellschaft WARS. Nach 2001 waren sie weiterhin blau, jedoch mit einem lichtgrauen Band unter den Fenstern mit dem Logo der PKP Intercity und einem orangeroten Streifen in Fußbodenhöhe. Für den Zug Jan Kiepura trug eine Schlafwagenserie einen Sonderanstrich in Lichtgrau mit dunkelblauem Fensterband und dem Zugnamen. Diese Farbgebung, die auch bei einigen Liegewagen der DB AutoZug verwendet wurde, wird seit Einstellung des Zuges den anderen Schlafwagen angepasst.
Die Československé státní dráhy lackierten ihre Schlafwagen blau mit grauem Dach. Nach ihrer Auflösung 1993 führten die České dráhy einen lichtgrauen Anstrich mit blauem Fensterband ein. Neue bzw. modernisierte Schlafwagen wurden saphirblau lackiert mit gelben Stadtsilhouetten und teilweise dem Sternbild Großer Wagen. Nach 2008 wurde das aktuelle Najbrt-Farbschema eingeführt, Fensterband und Dach sind saphirblau, ein Streifen unter den Fenstern himmelblau, ein Streifen über den Fenstern und der untere Bereich des Wagens lichtgrau. Die Železničná spoločnosť Slovensko behielt den blauen ČSD-Anstrich zunächst bei, lackierte die Türen orange und brachte teilweise weiße Längsstreifen an. In der neuesten Farbgebung ist das Dach silbern, das Fensterband karminrot, der untere Bereich weiß und der Langträger fenstergrau.
Die ungarische Magyar Államvasutak lackiert seit den 1970er Jahren ihre Schlafwagen, wie die meisten Reisezugwagen, azurblau mit grauem Dach und einem achatgrauen Band unter den Fenstern. Seit 2021 erhalten die Schlafwagen (wie auch andere neue und modernisierte Fernverkehrswagen) einen neuen Anstrich in weiß mit blauen Wagenenden und Streifen in verschiedenen Blautönen, gleichzeitig wird die Inneneinrichtung farblich neu gestaltet.
Die Jugoslovenske Železnice strichen ihre Schlafwagen dunkelblau mit zwei weißen Zierlinien an. In Serbien (ab 2004 Železnice Srbije) wurde zunächst eine Farbgebung in drei nach unten hin dunkler werdenden Blautönen eingeführt, welche später von einem Farbschema in verschiedenen Grautönen abgelöst wurde, das auch bei anderen Schnellzugwagen angewendet wurde. Die modernisierten Schlafwagen der Hrvatske željeznice sind lichtgrau mit Fensterband und Schürze in blau sowie zusätzlichen Zierlinien in grau und blau. Die Makedonski železnici führten einen lichtgrauen Anstrich mit einem in der Mitte schräg unterbrochenen blauen Fensterband ein. Die Farbgebung der Željeznica Crne Gore in Montenegro ist grau-weiß gestreift mit einem gelb-roten Längsstreifen auf Fußbodenhöhe.
Die Farbgebung der Căile Ferate Române für Schlafwagen und andere international einsatzfähige Schnellzugwagen wechselte zunächst von blau auf weinrot mit weißen Längsstreifen. Nach 2000 kam ein blau-grauer Anstrich mit gelbem Streifen unter den Fenstern auf, der schließlich von einem dunkelblauen Anstrich mit hellgrauem Fensterband und weißen Streifen abgelöst wurde. Einige modernisierte Wagen sind dunkelblau mit schwarzem Fensterband und grünem Streifen.
Die Bulgarischen Staatseisenbahnen verwendeten für ihre Schlafwagen den gleichen dunkelrot-lichtgrauen Anstrich wie für andere Schnellzugwagen des internationalen Verkehrs. Seit der Übernahme gebrauchter Wagen aus dem Ausland und der Beschaffung neuer Schlafwagen wurde ein lichtgrauer Anstrich mit roten Streifen über und unter den Fenstern eingeführt.

## Galerie

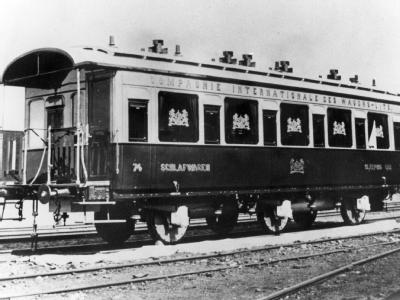
Einer der ersten CIWL-Schlafwagen (ca. 1880)
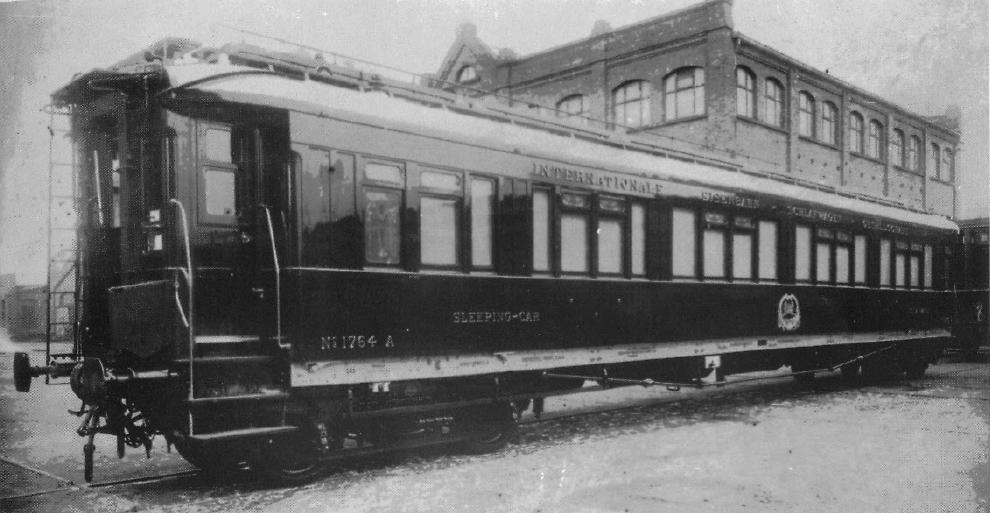
CIWL-Teakholz-Schlafwagen mit Holzaufbau (1908)
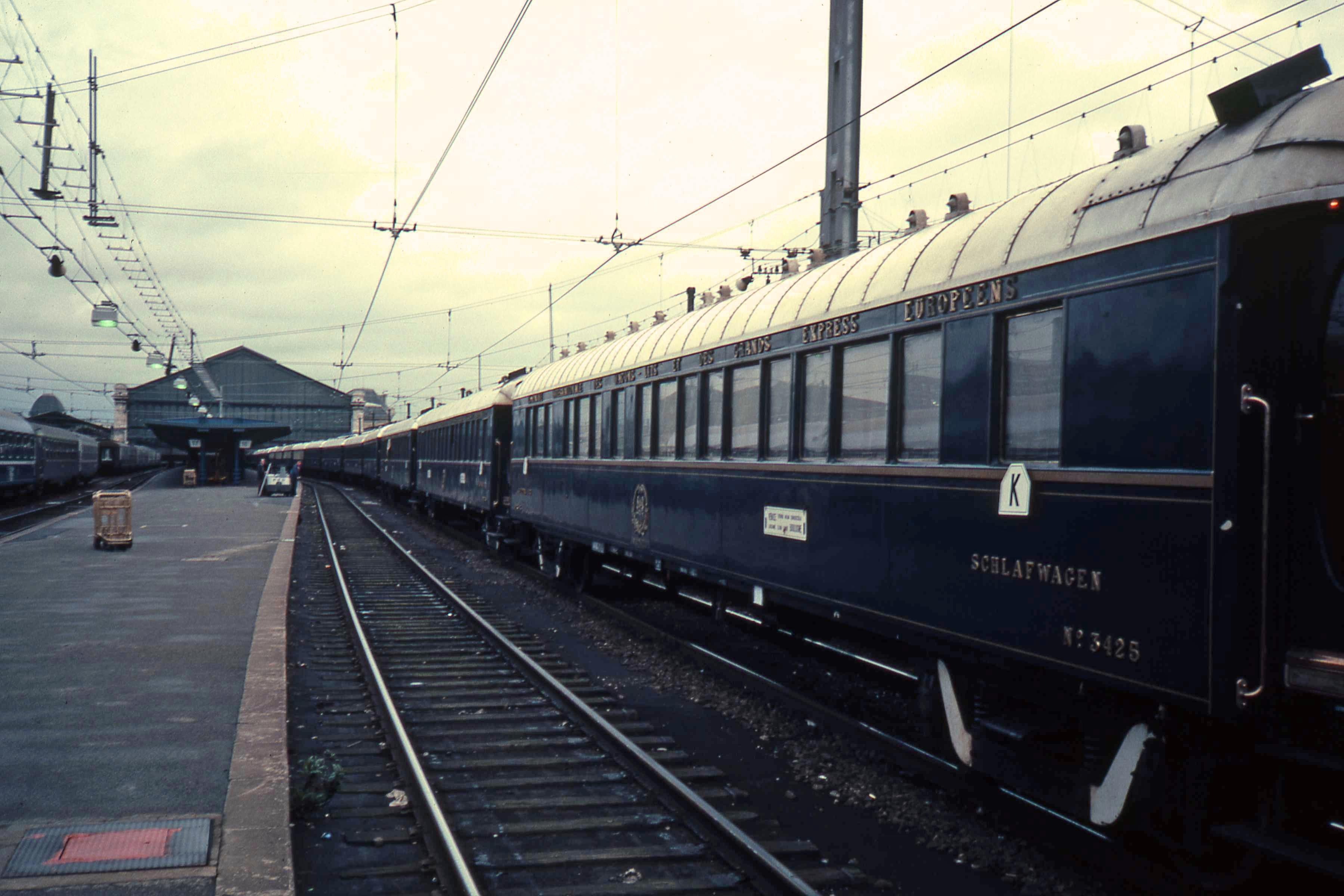
CIWL-Schlafwagen Typ Lx (1929) …
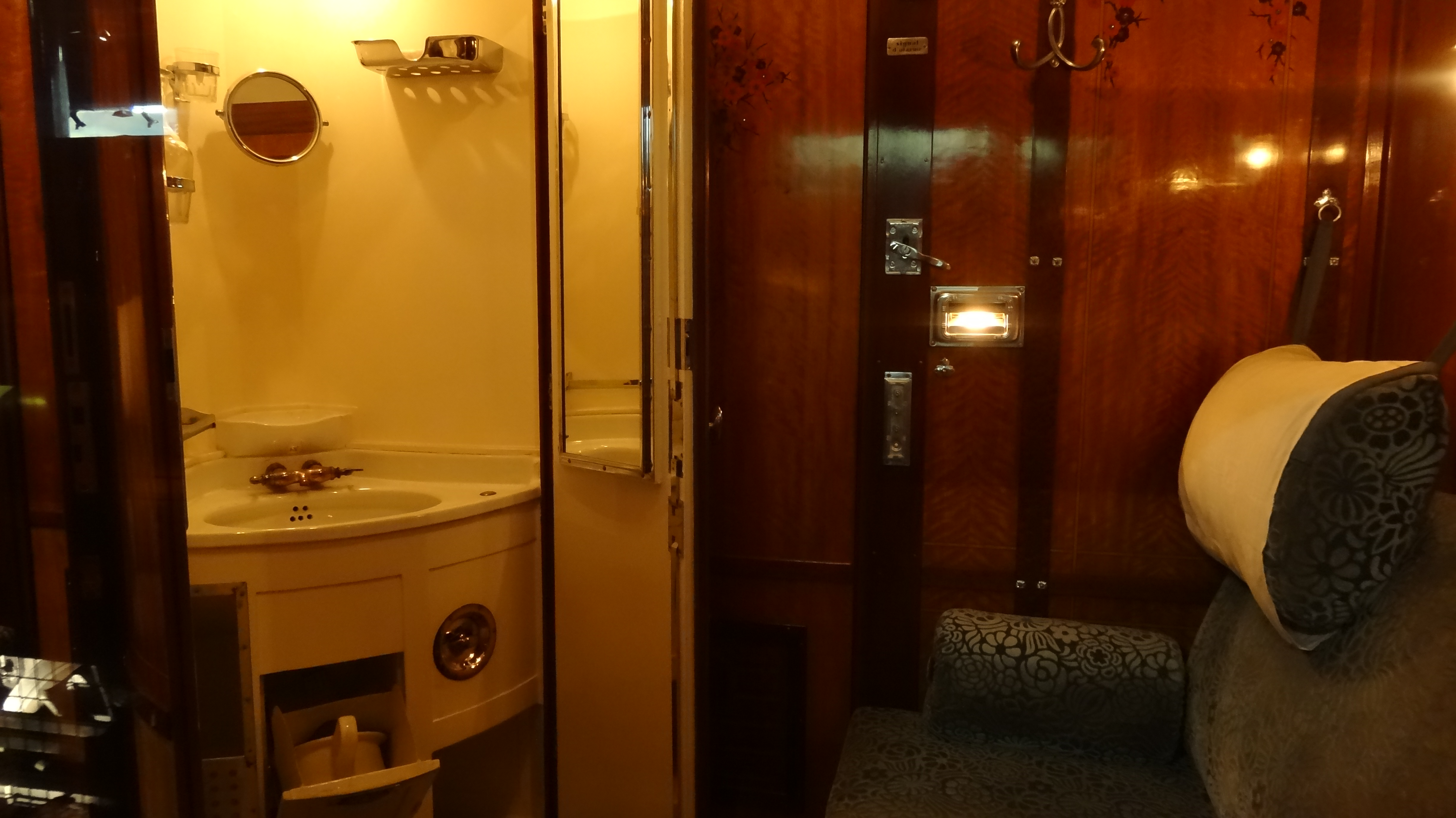
… und Innenraum eines Abteils
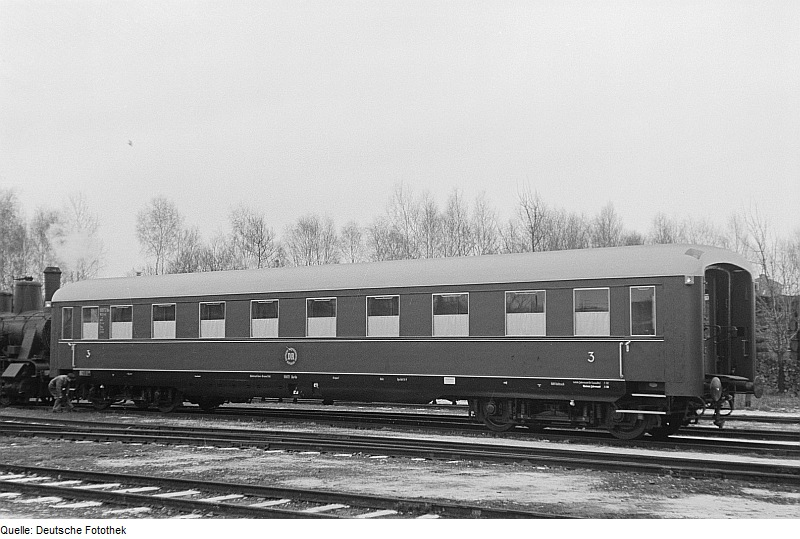
DR-Schlafwagen dritter Klasse 1952 (später zu Liegewagen umklassifiziert)
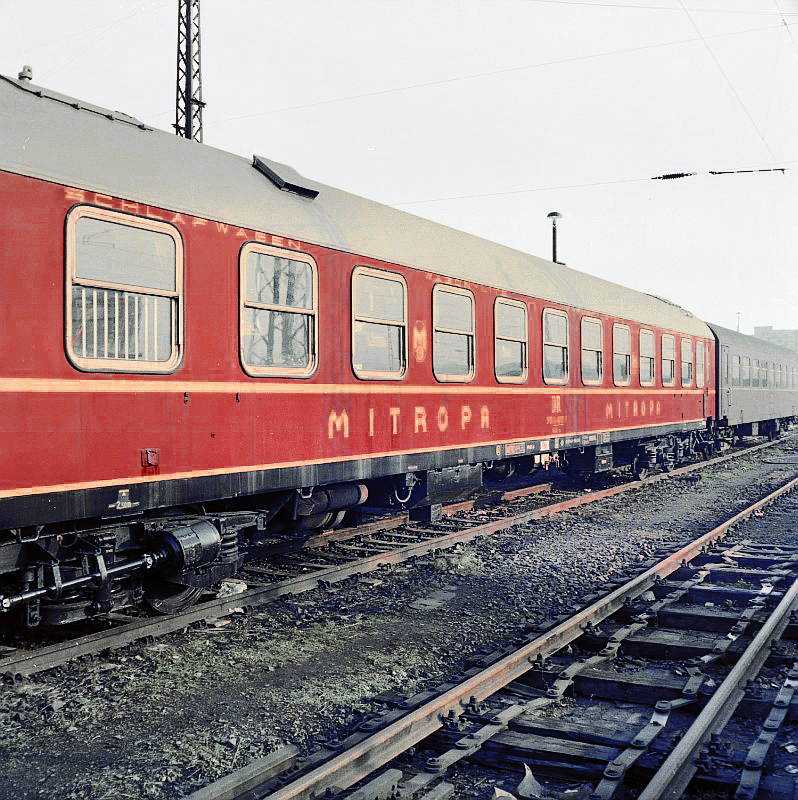
DR/Mitropa-Schlafwagen Typ B (1972)
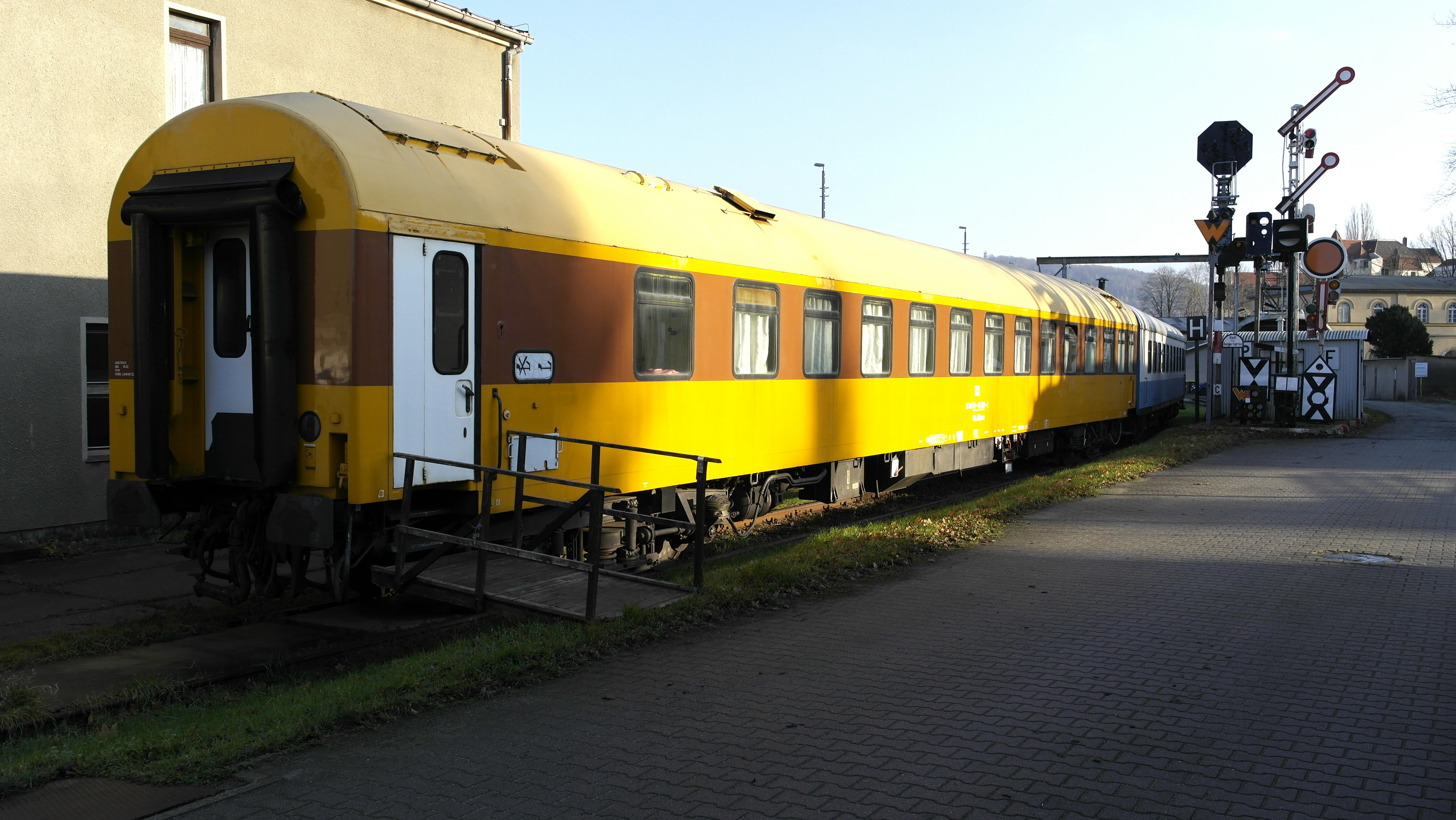
1979 vom VEB Waggonbau Görlitz gefertigter Schlafwagen-Prototyp
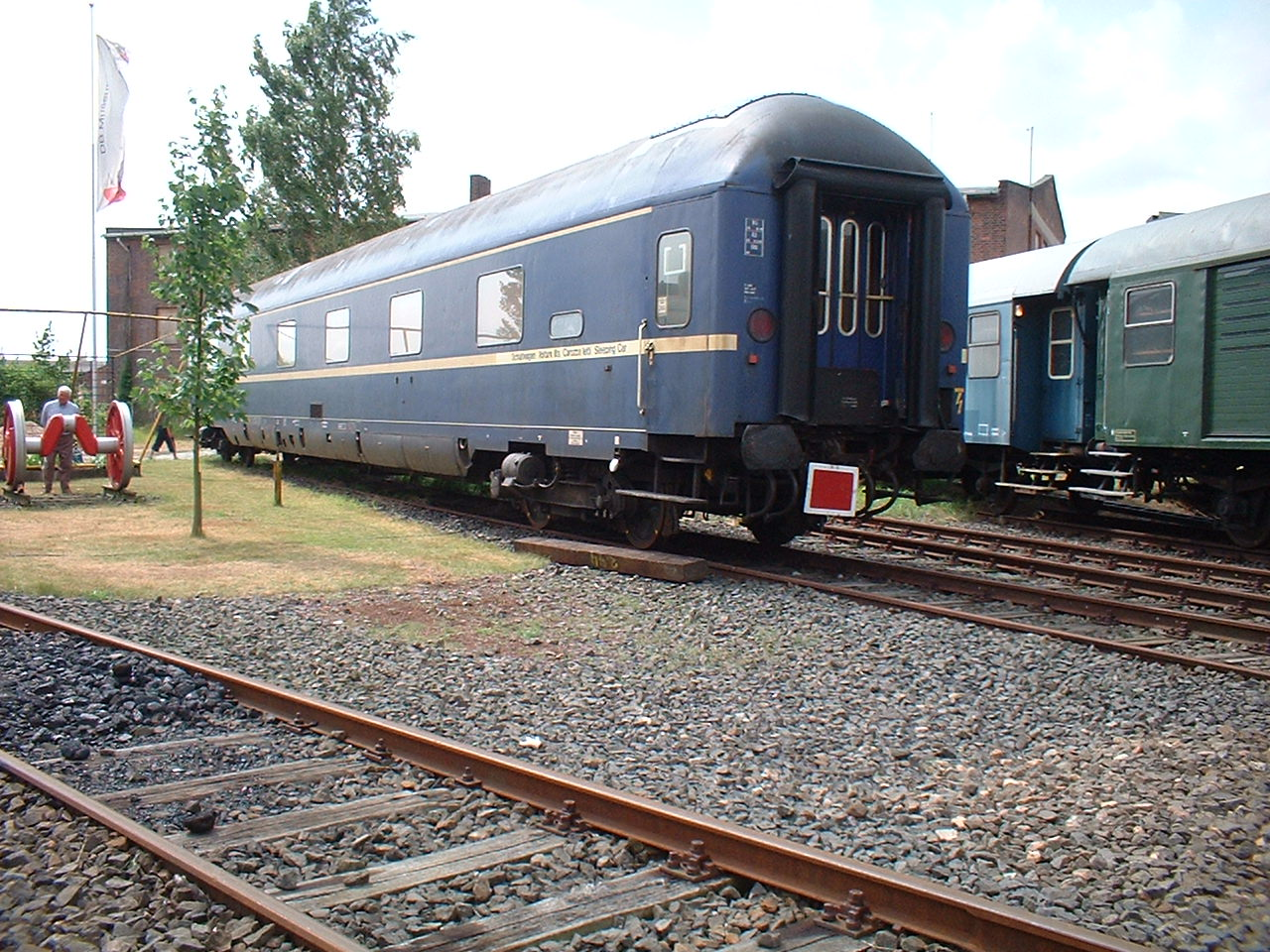
Schlafwagen WLABmh174 (Baujahr ab 1959 für DB/DSG)
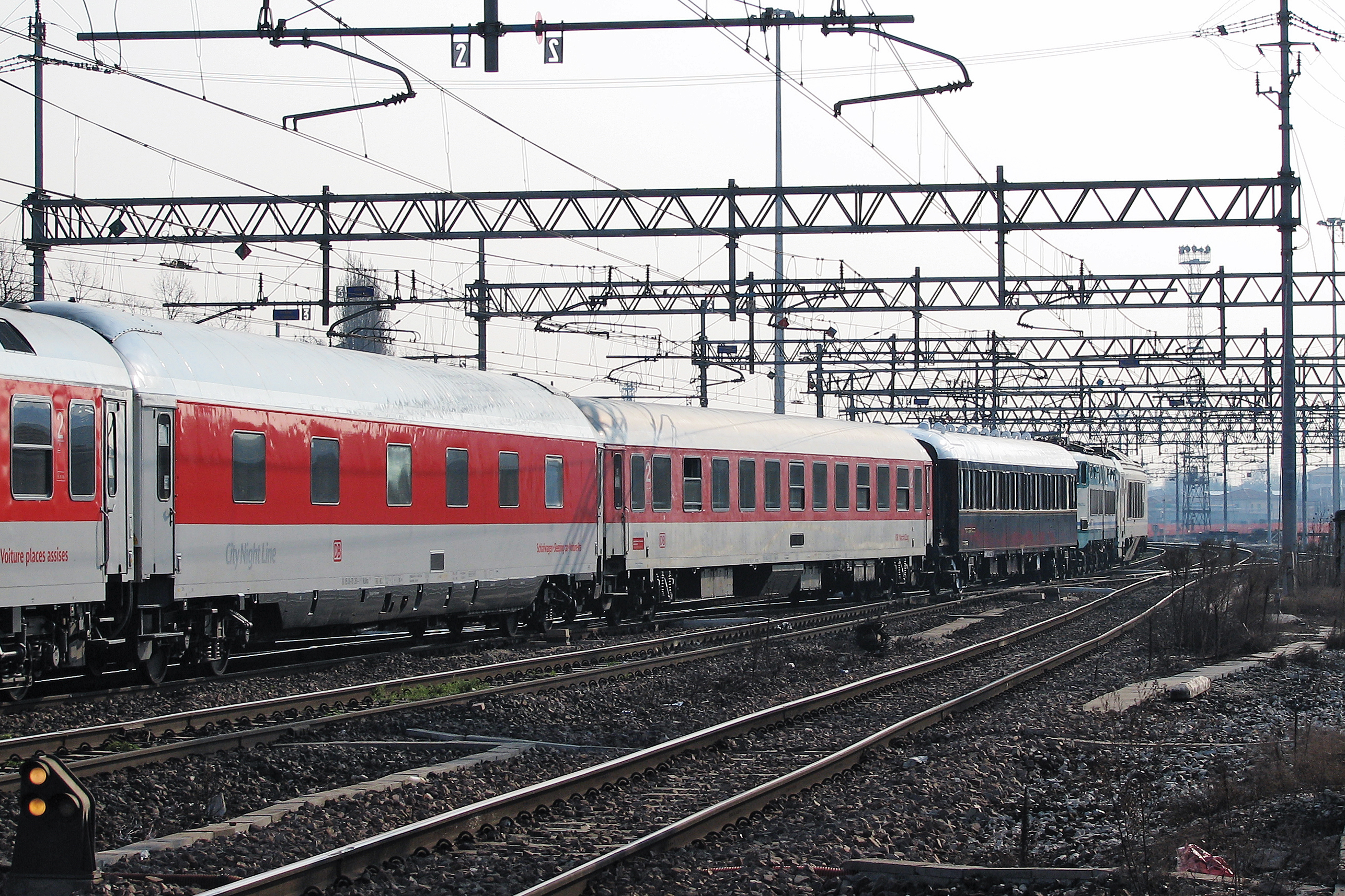
Daraus weiterentwickelter WLABmh175 (1972)
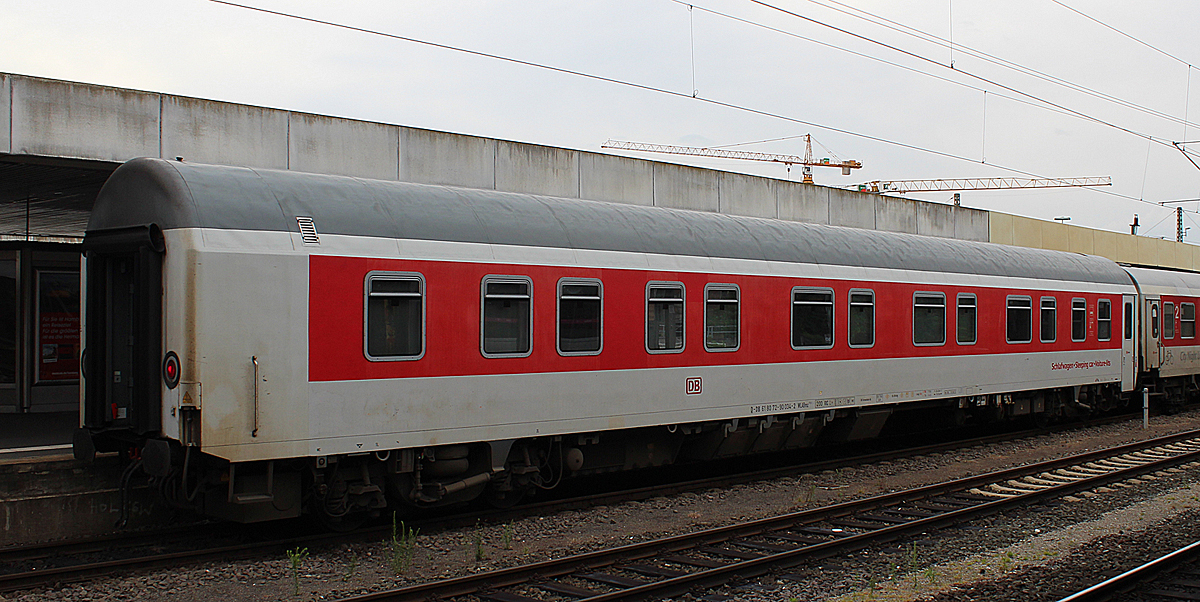
WLABmz173.1 (2003) in der letzten Farbgebung der City Night Line
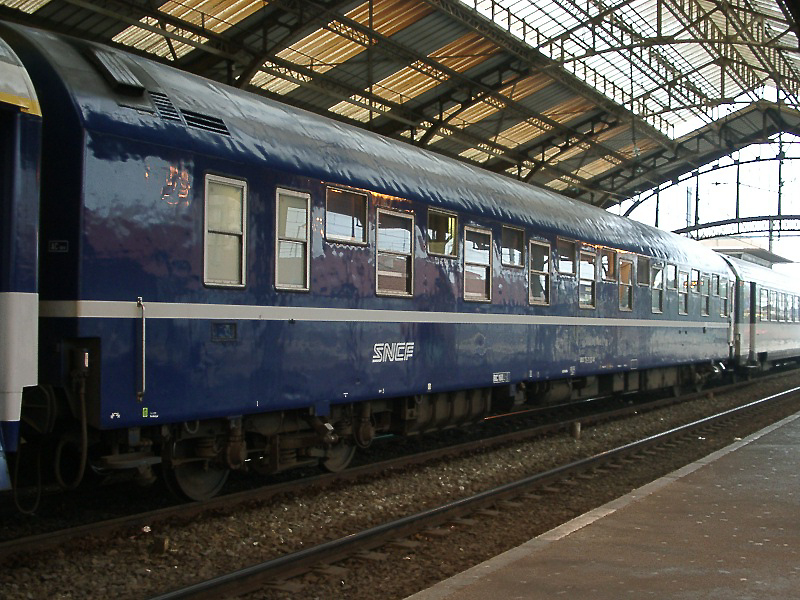
Schlafwagen Typ T2 der SNCF (1968)
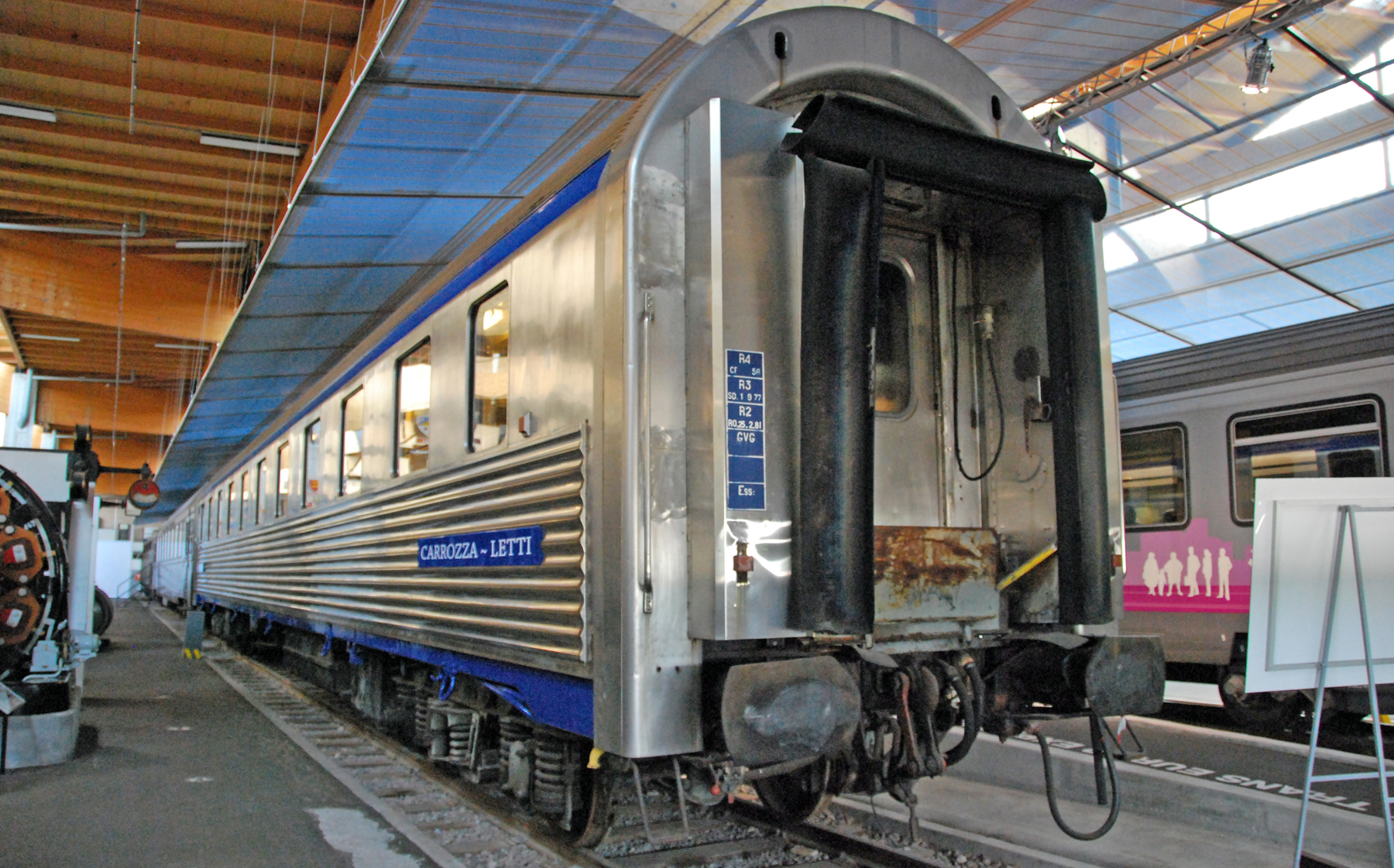
CIWL-Schlafwagen Typ P (1954)
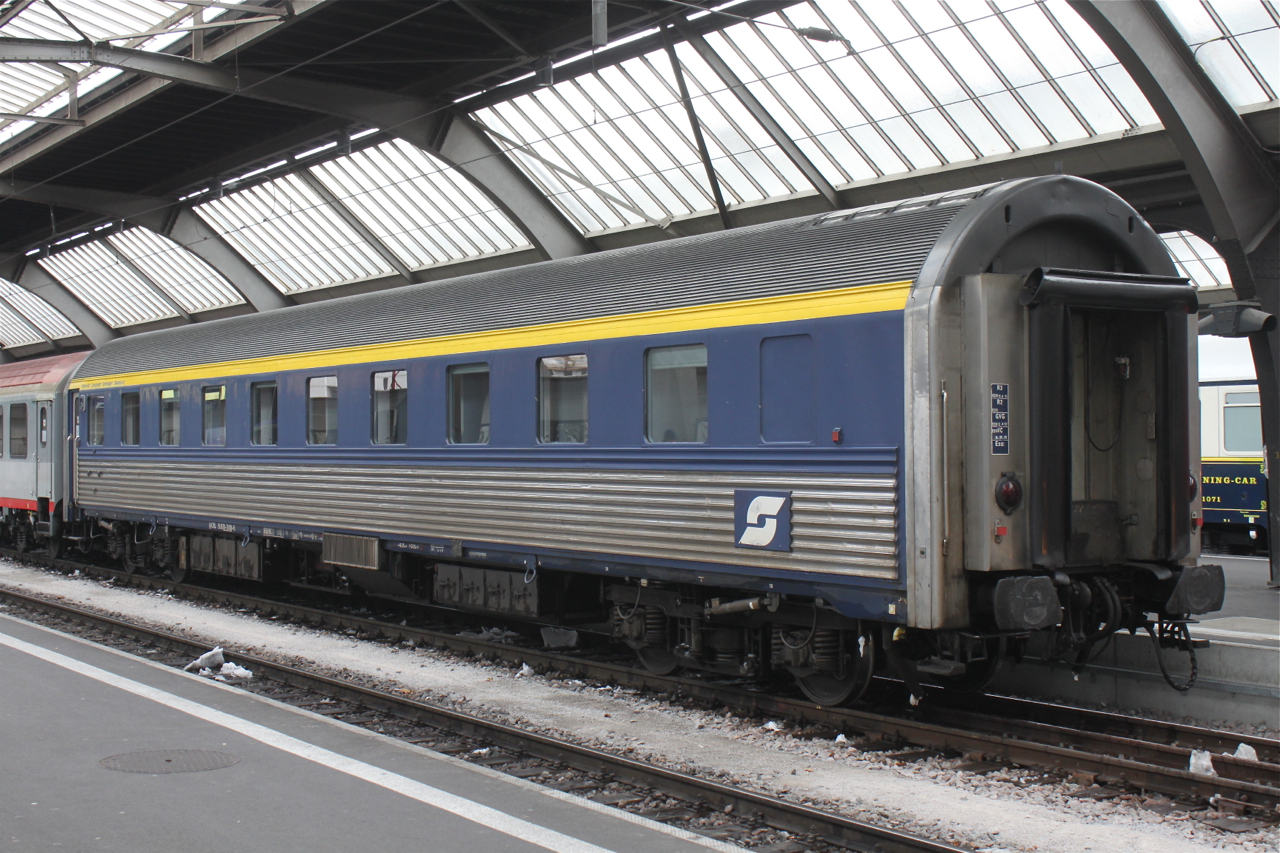
Daraus umgebauter ÖBB-Schlafwagen
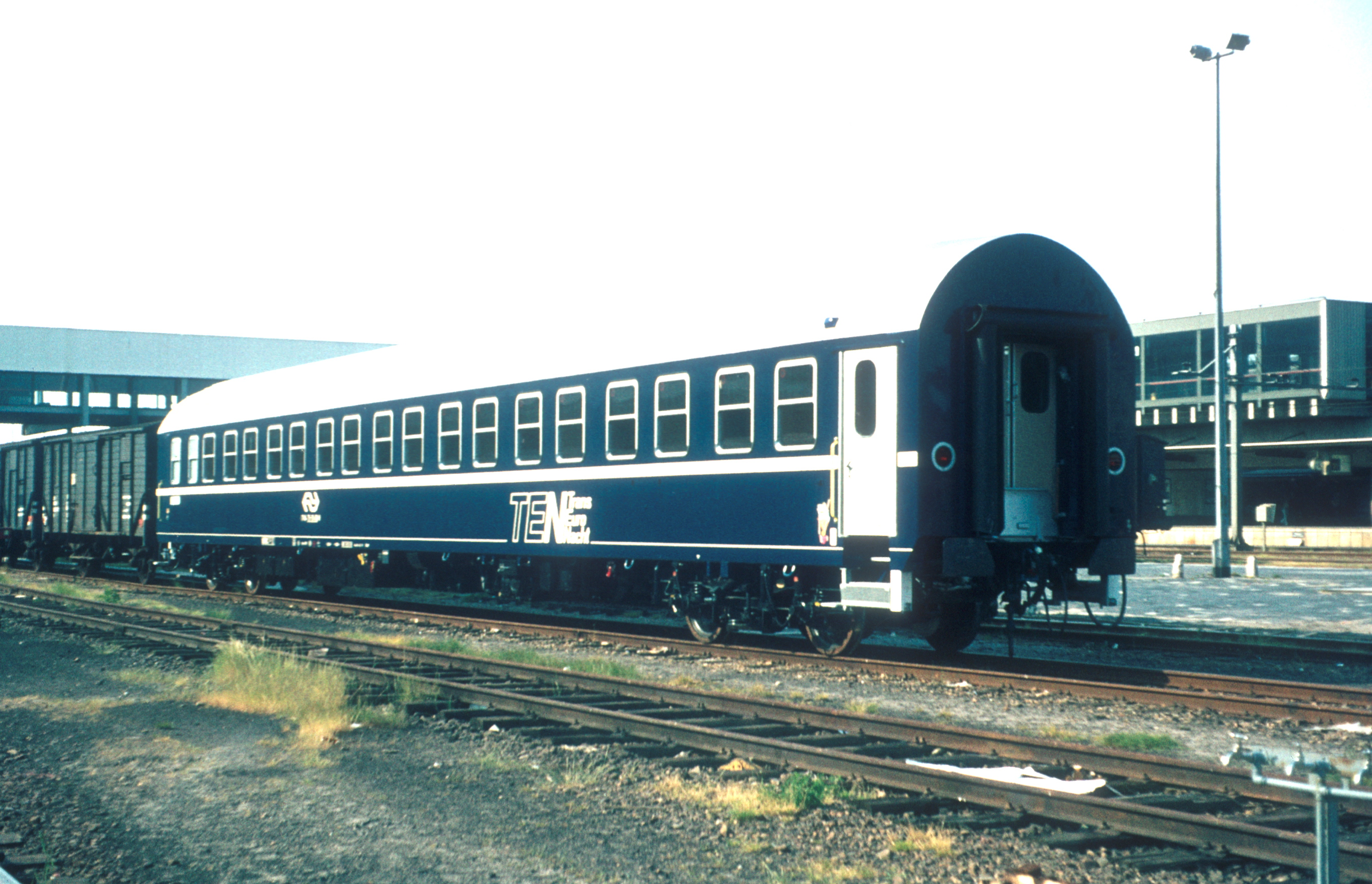
Schlafwagen T2S der NS im TEN-Design
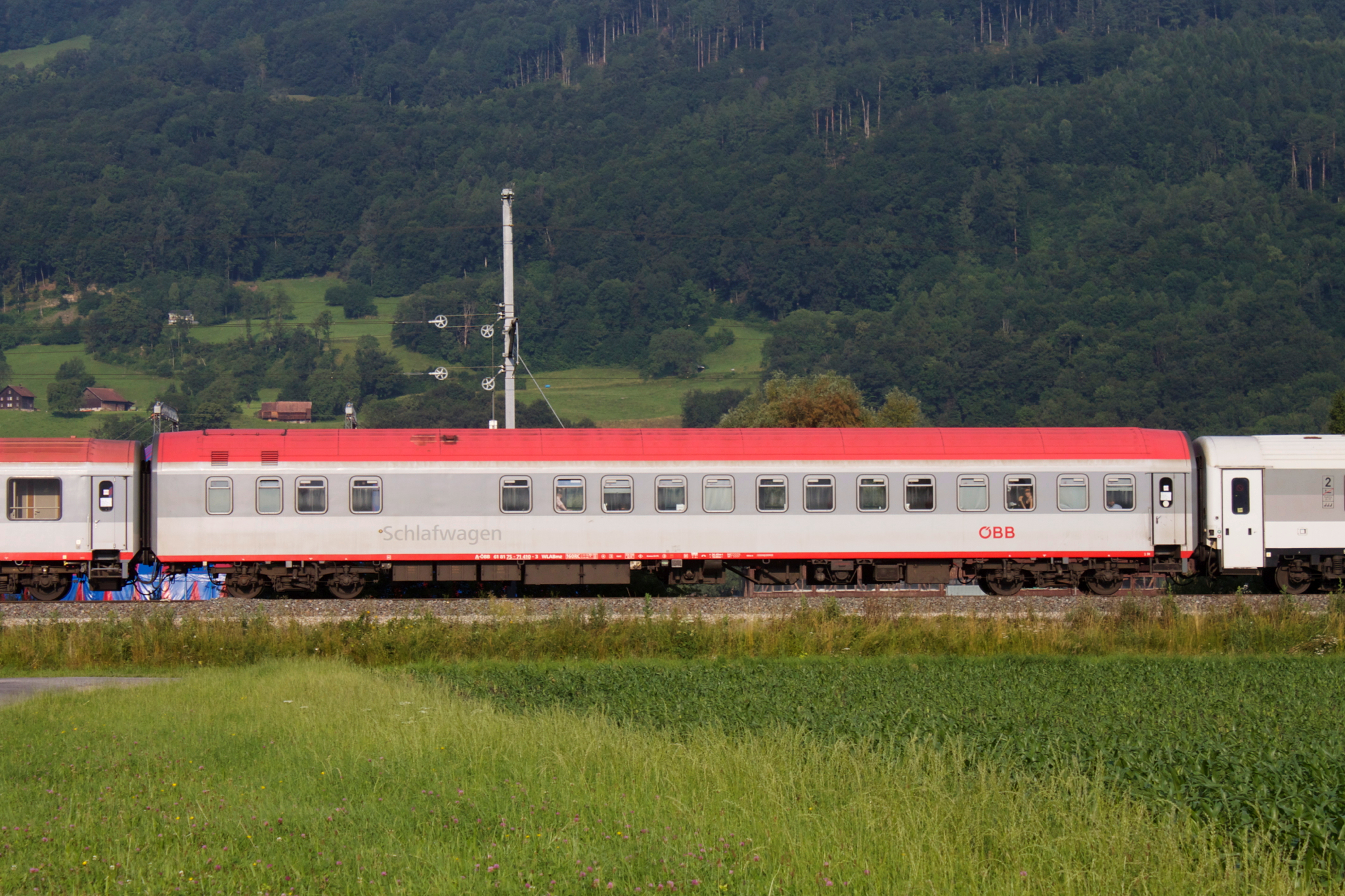
ÖBB-Schlafwagen modernisiert aus Typ T2S …
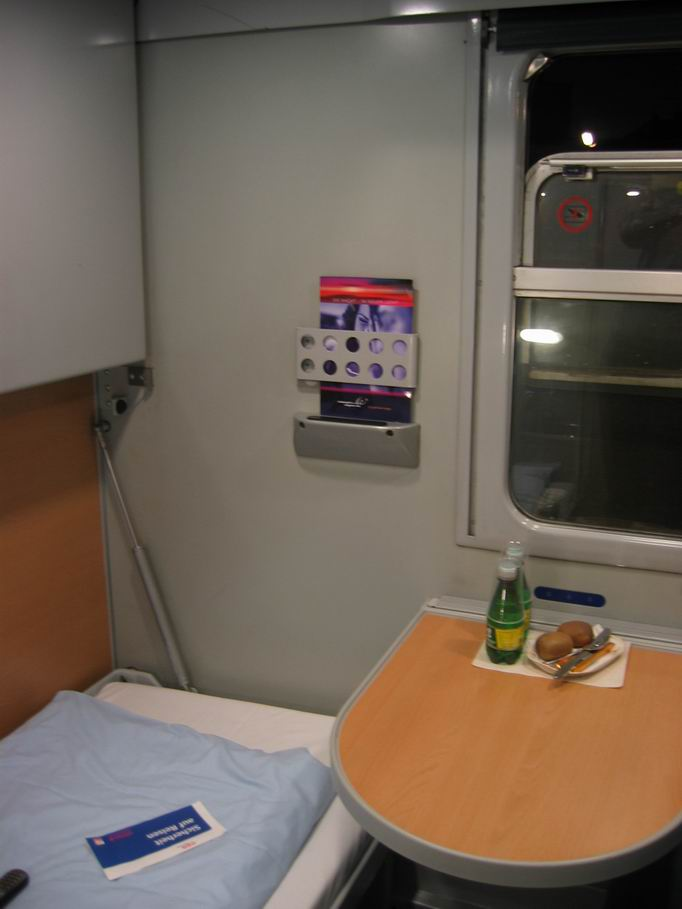
… und Innenraum eines Abteils
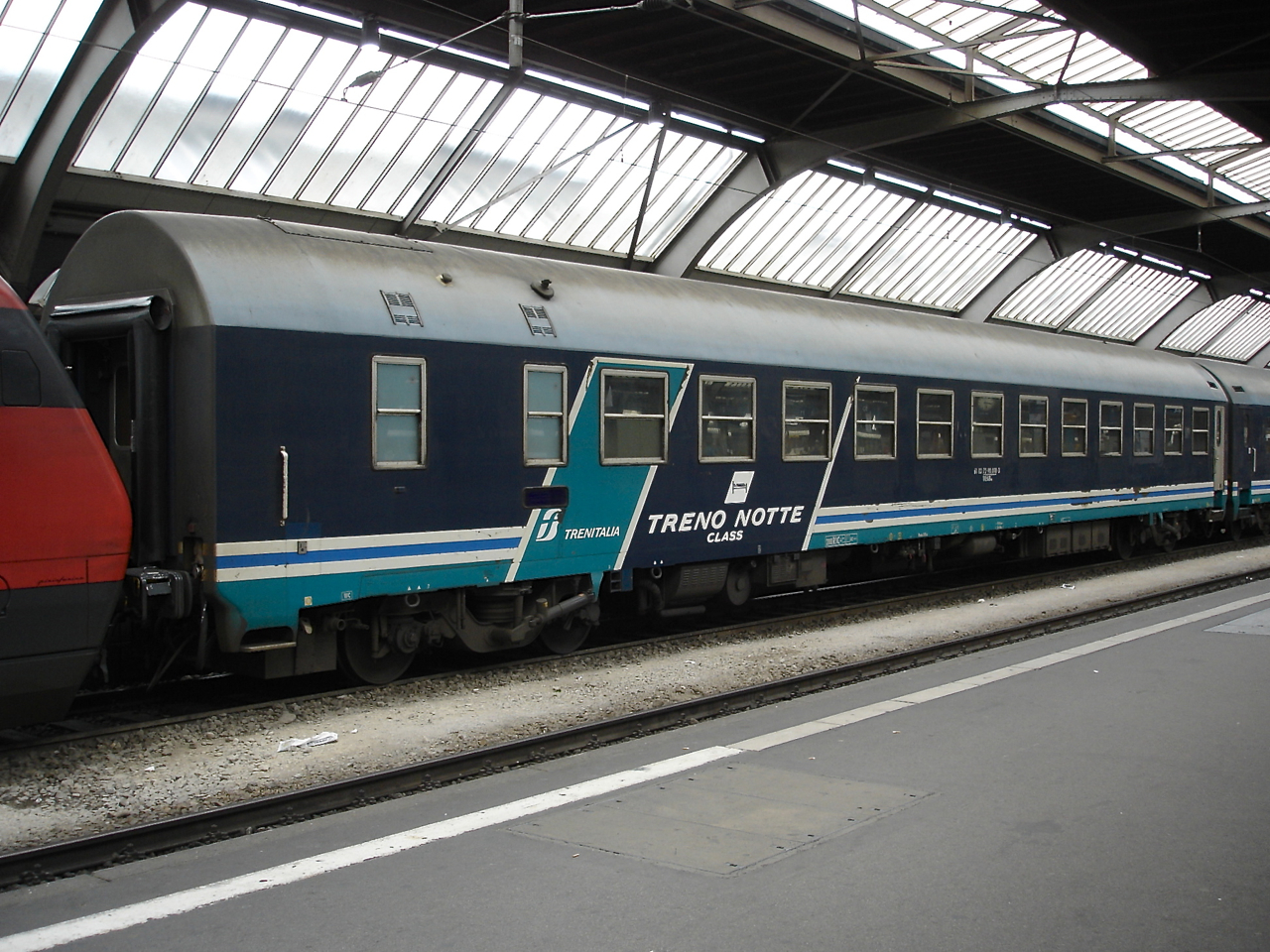
FS-Schlafwagen Typ MU (Weiterentwicklung der erstmals 1964 eingeführten Bauart)
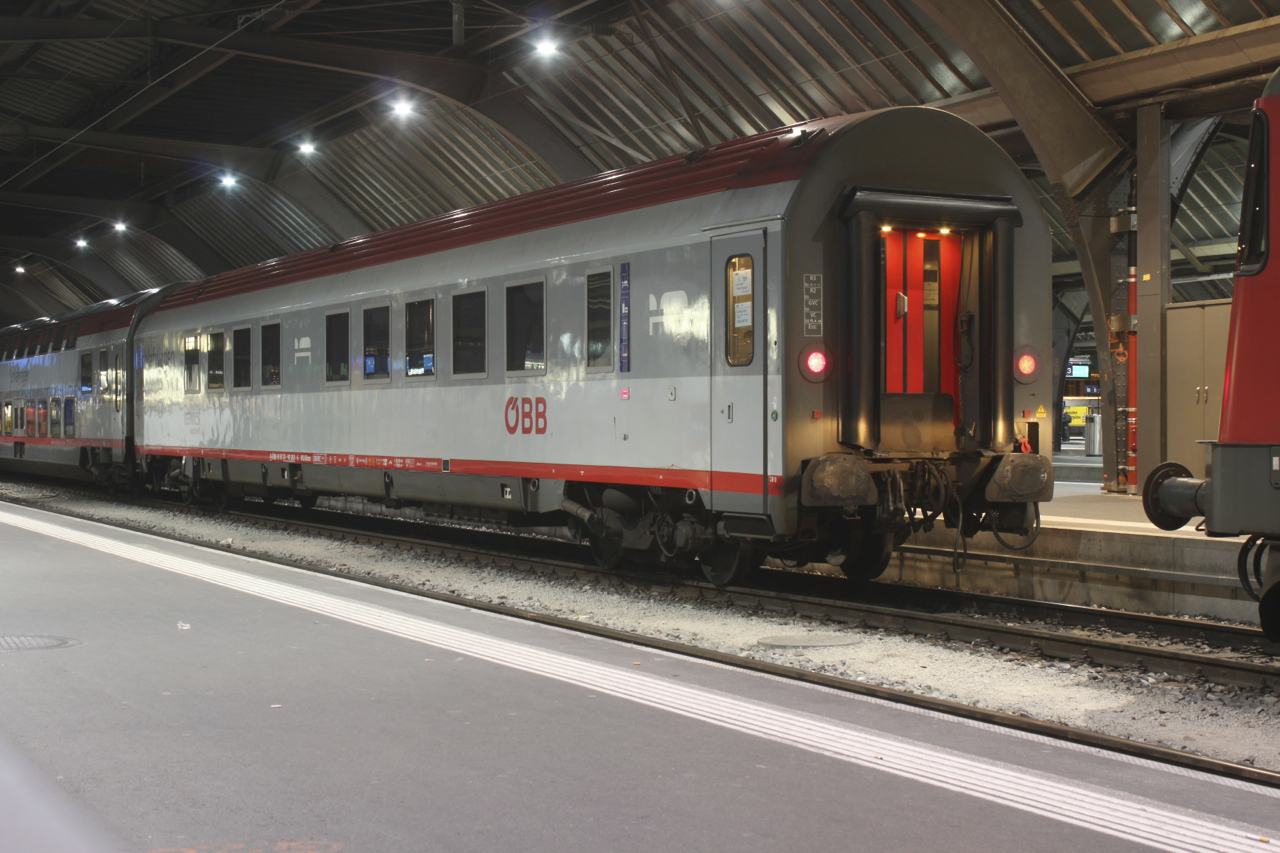
ÖBB-Schlafwagen Typ MUn (Baujahr 1998)
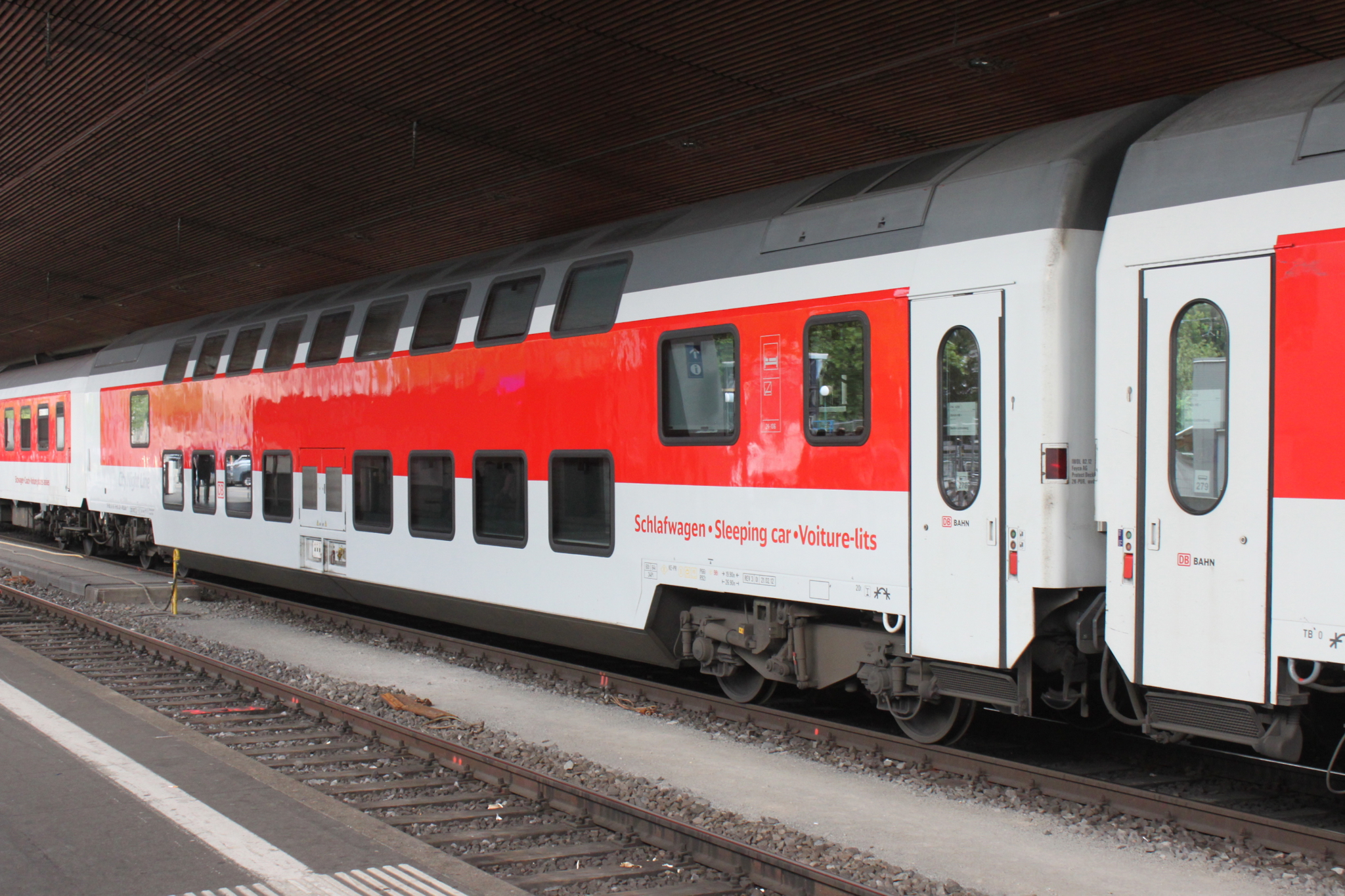
City Night Line Doppelstock-Schlafwagen…
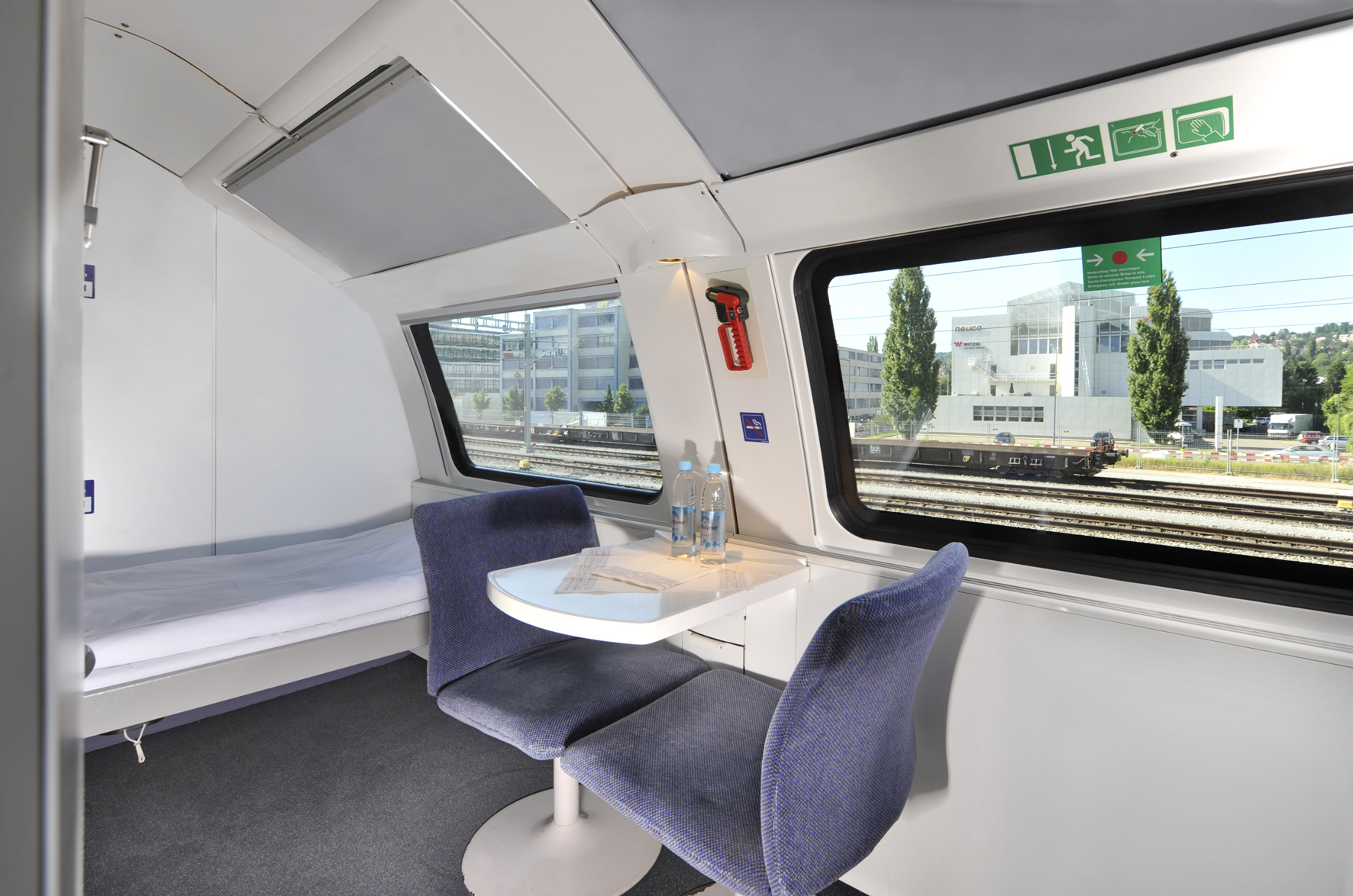
… Innenraum eines Deluxe-Abteils in Einbettposition …
… und Innenraum eines Economy-Abteils
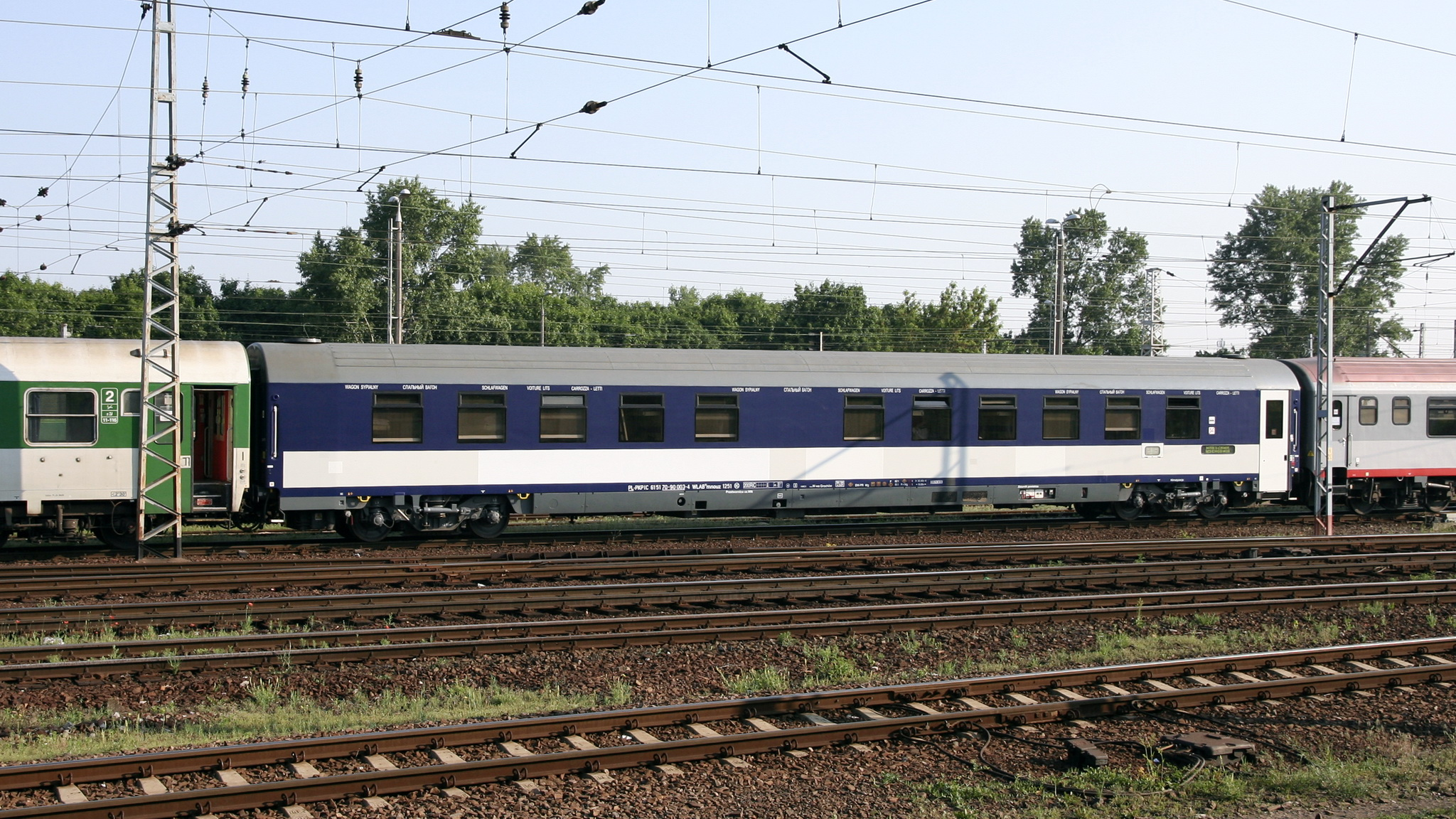
Schlafwagen der PKP (Baujahr 2005)
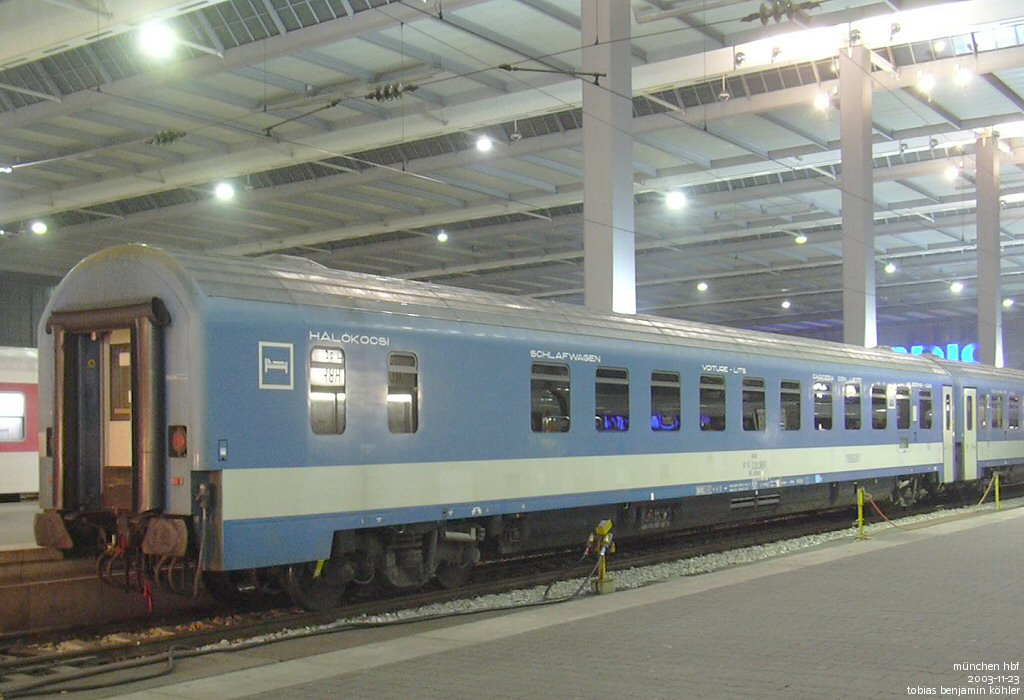
Ungarischer Schlafwagen des Herstellers CAF
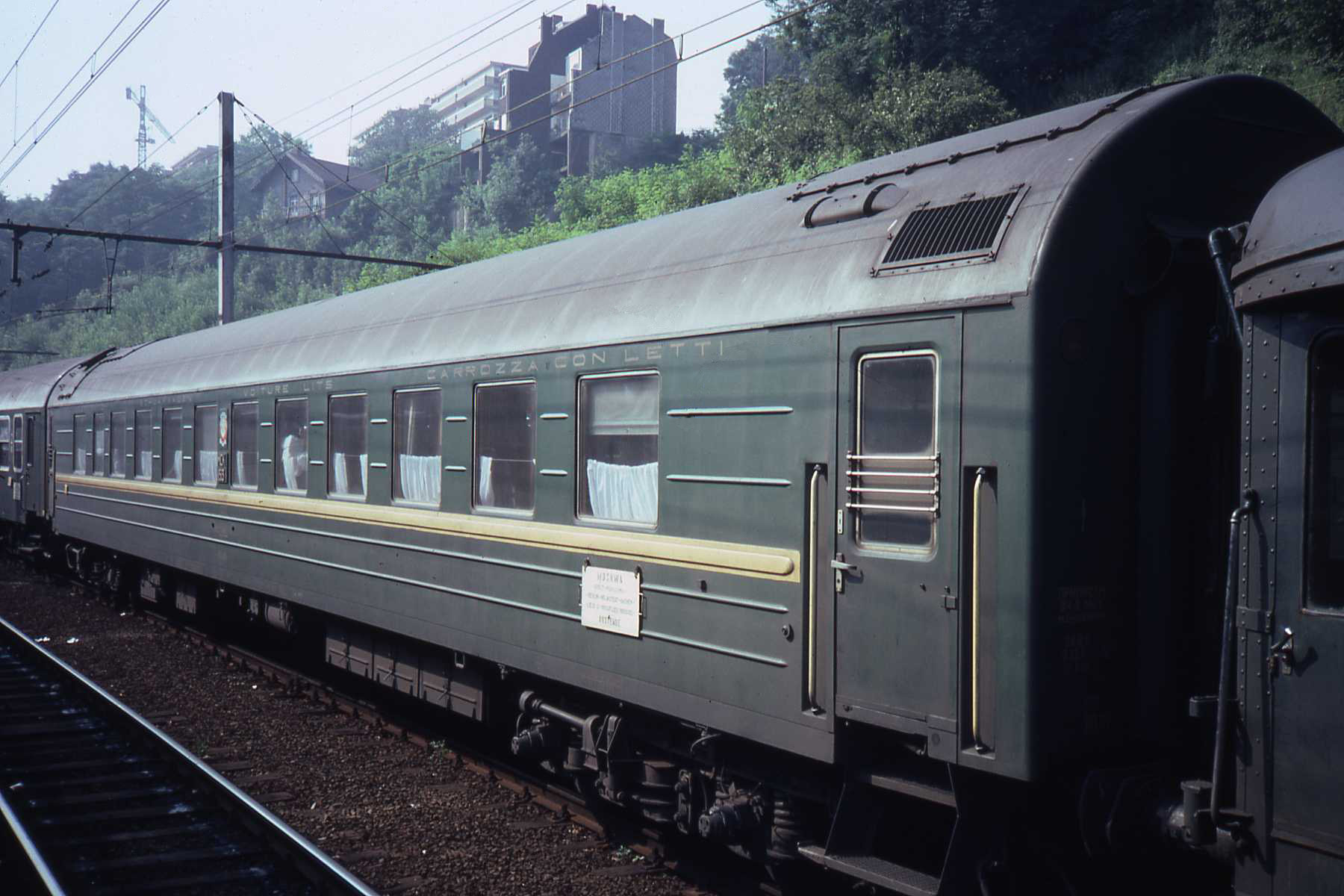
RIC-Schlafwagen der Sowjetischen Eisenbahn (Waggonbau Görlitz, ab 1978)
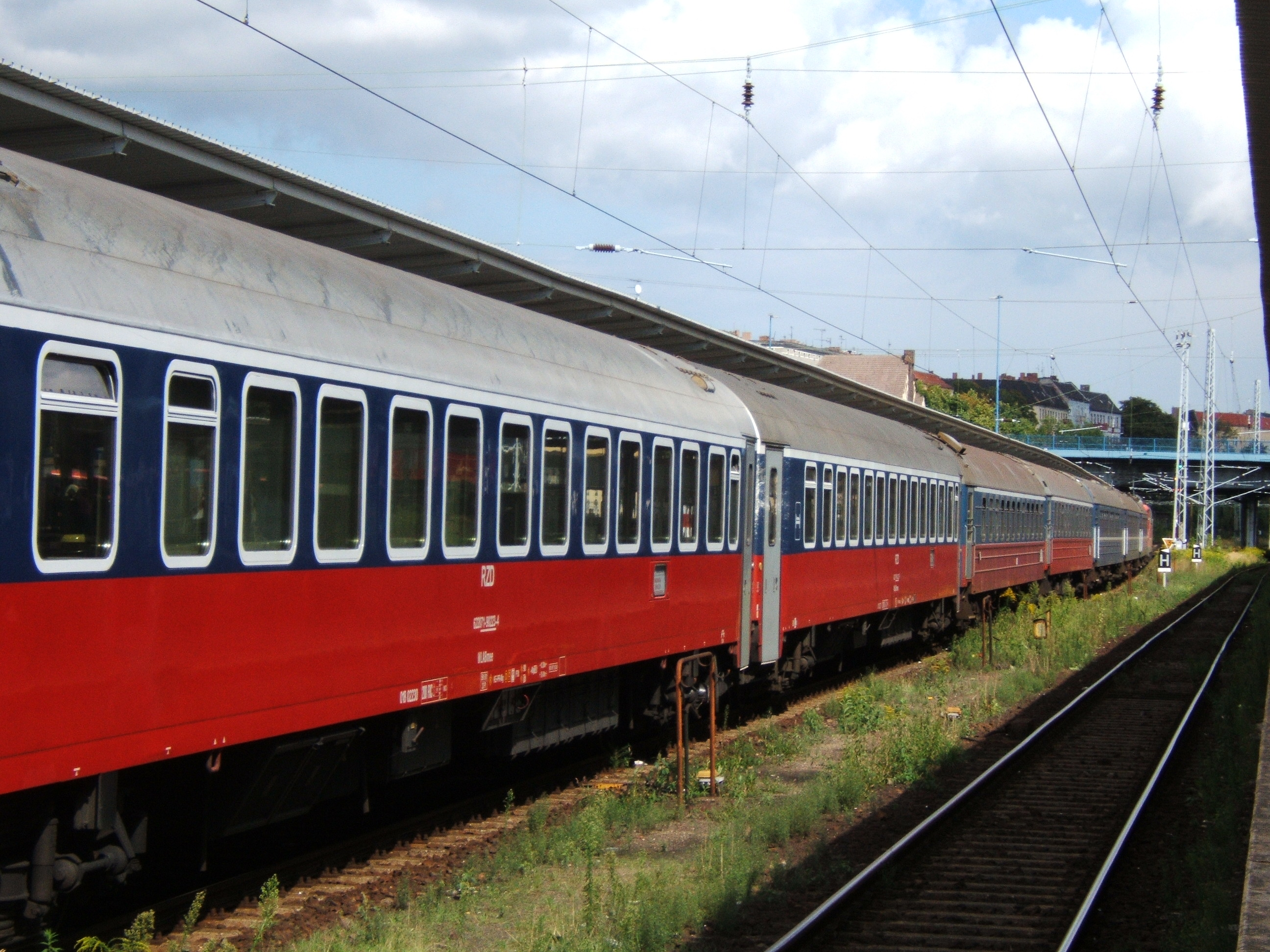
RIC-Schlafwagen verschiedener Bauarten der Russischen Eisenbahn
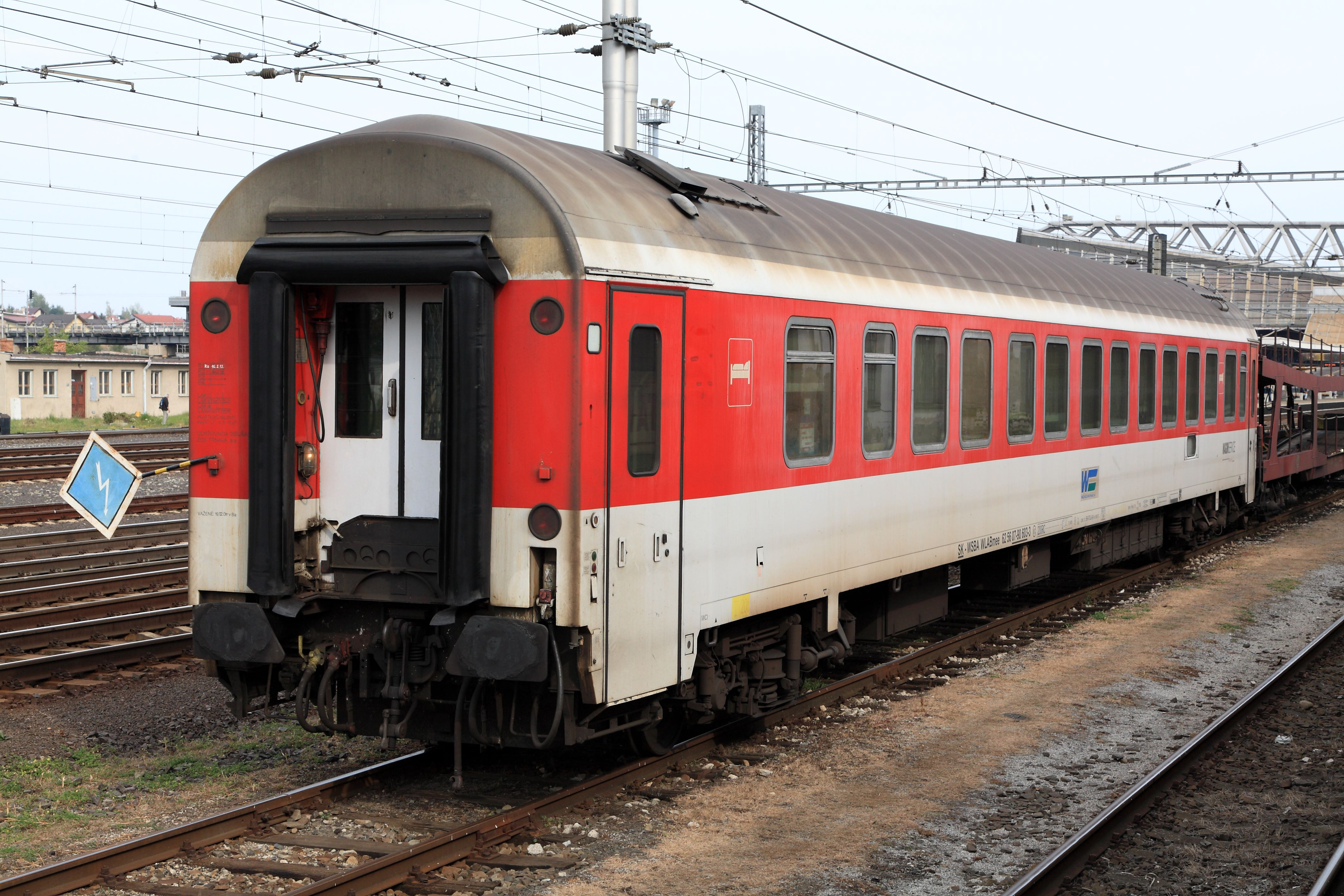
Russischer Schlafwagen Typ WLABmee, jetzt in der Slowakei eingesetzt
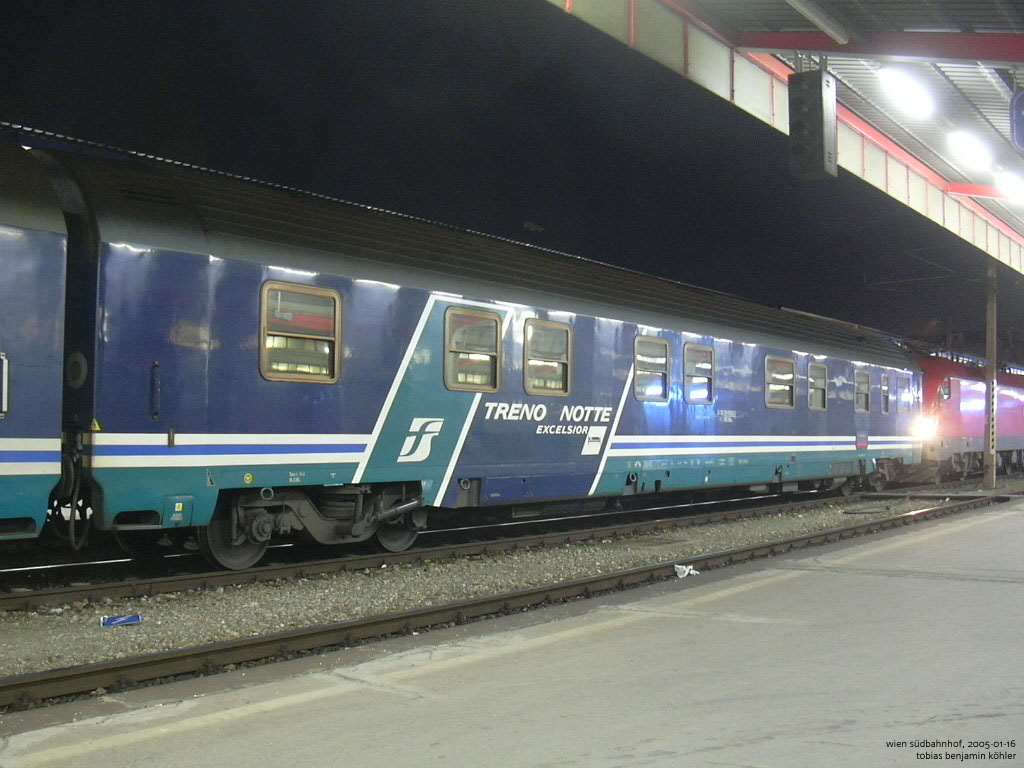
Italienischer Schlafwagen Typ Excelsior
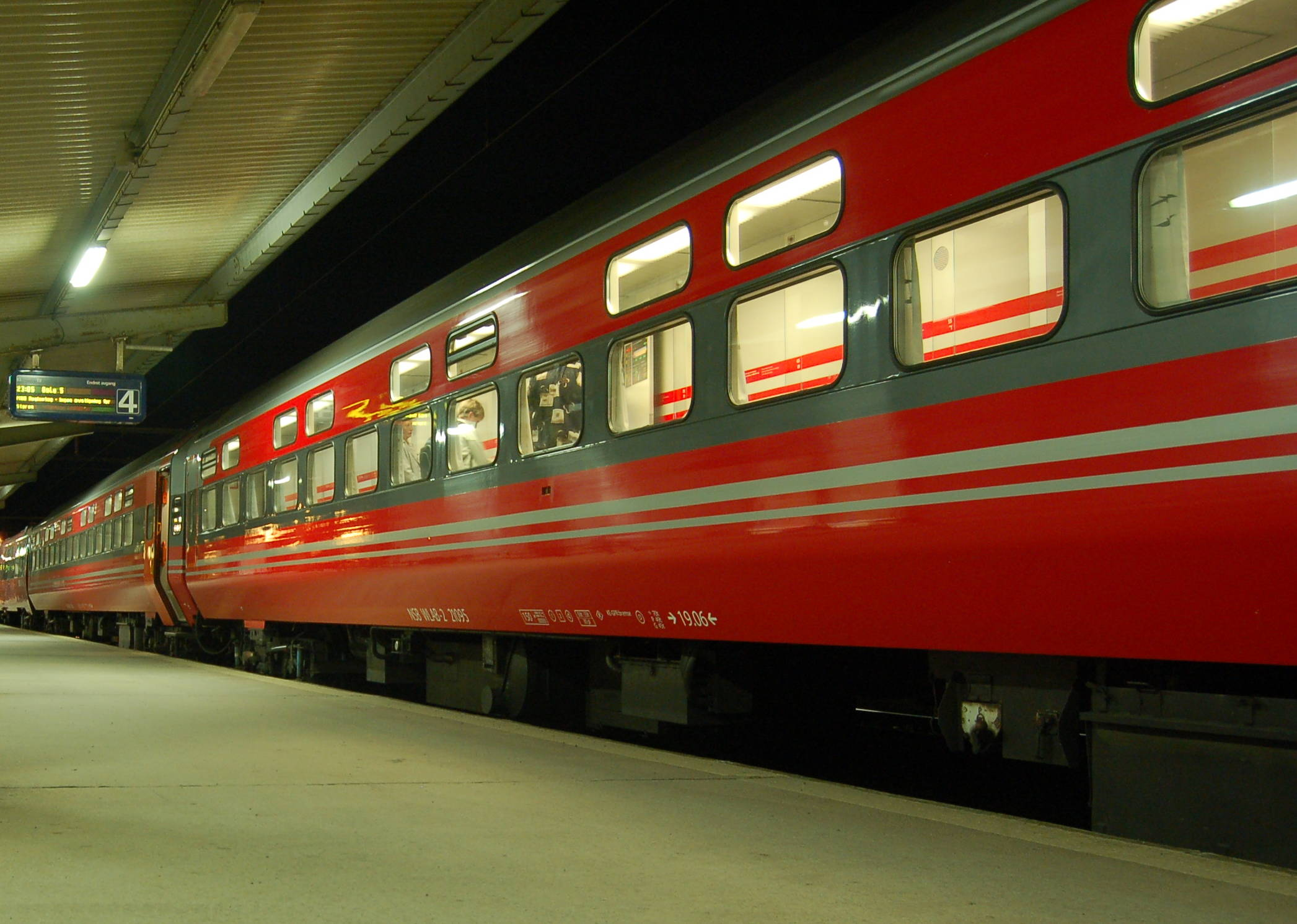
Norwegischer Schlafwagen Typ WLAB2
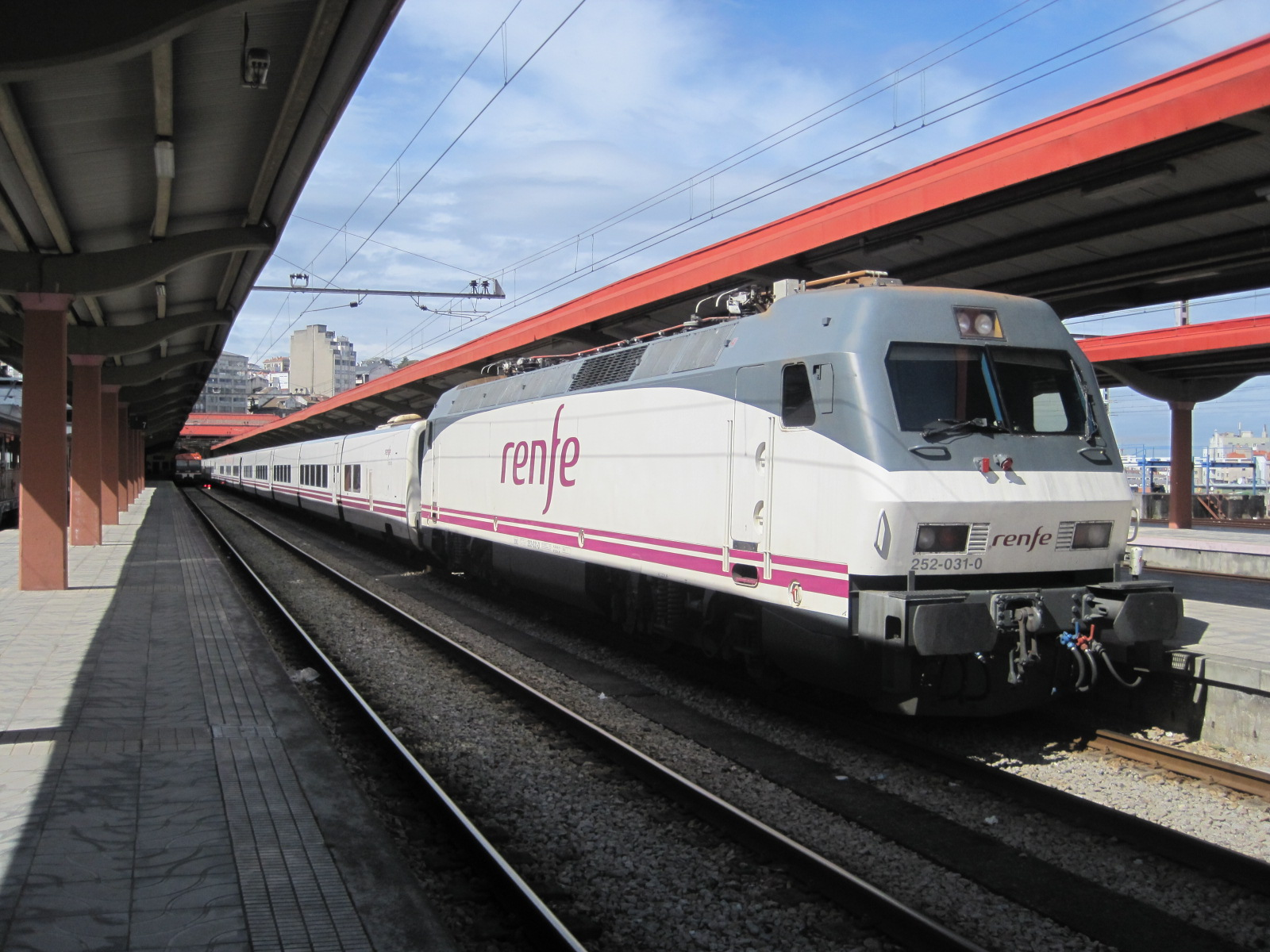
Spanischer Trenhotel …
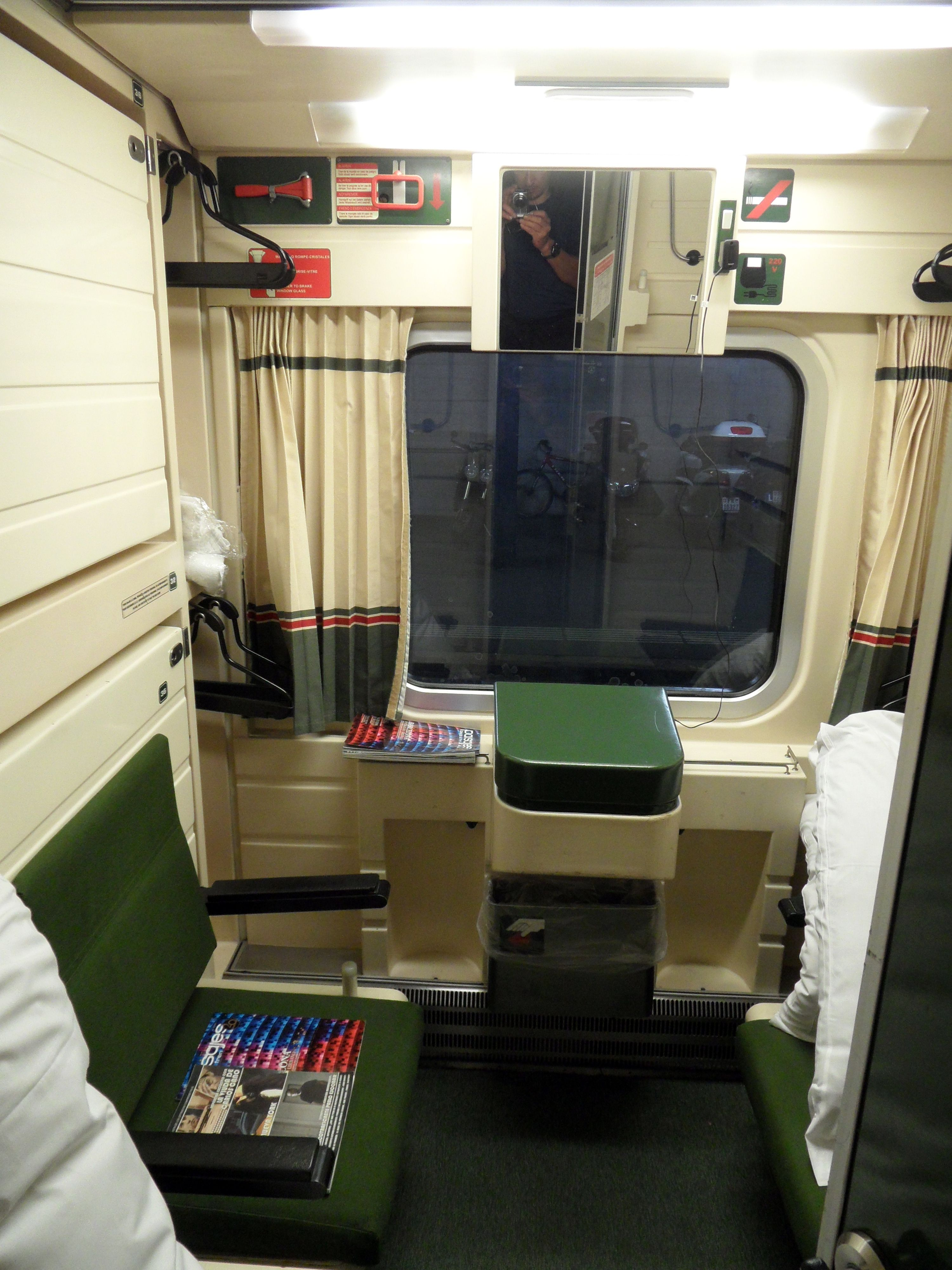
… und Innenraum eines Vierbettabteils

## Außereuropäischer Bereich
Viele Bahngesellschaften außerhalb Europas, die Nachtzüge betreiben, führen auch Schlafwagen. Die Ausstattung kann ganz unterschiedlich sein.
Bei einigen Bahngesellschaften ist der Schlafwagen eine eigene Buchungskategorie, eine höhere Wagenklasse, als sie bei Sitzwagen angeboten wird. Das ist zum Beispiel der Fall etwa in der Türkei, in Thailand, Tansania und Malaysia.
In der Volksrepublik China gibt es die Schlafwagenklassen 软卧车 Ruanwoche („weicher Schlafwagen“ mit Vierbettabteilen) und 硬卧车 Yingwoche („harter Schlafwagen“, Großraumliegewagen mit Liegen in drei Ebenen). In manchen Zügen sind Abteile der Luxusklasse zu finden. China ist bis heute das einzige Land, in dem Schlafwagen in Hochgeschwindigkeitszügen angeboten werden.

Ches-C-Logo der Chessie System

Zu besonderer Bekanntheit im US-amerikanischen Schlafwagengeschäft gelangte das Maskottchen Chessie der Eisenbahngesellschaft Chesapeake and Ohio Railway auf der Basis eines beliebten Katzenbildes.

## Trivia
Schlafwagen sind aufgrund des engen, abgeschlossenen Raumes immer wieder Handlungsort von Literatur oder Filmen. Beispielsweise geschieht der Mord in Agatha Christies Roman Mord im Orient-Express in einem Schlafwagen des Zuges. Für die 1974 entstandene Verfilmung wurden originale Waggons der CIWL verwendet.